# Церковная утварь

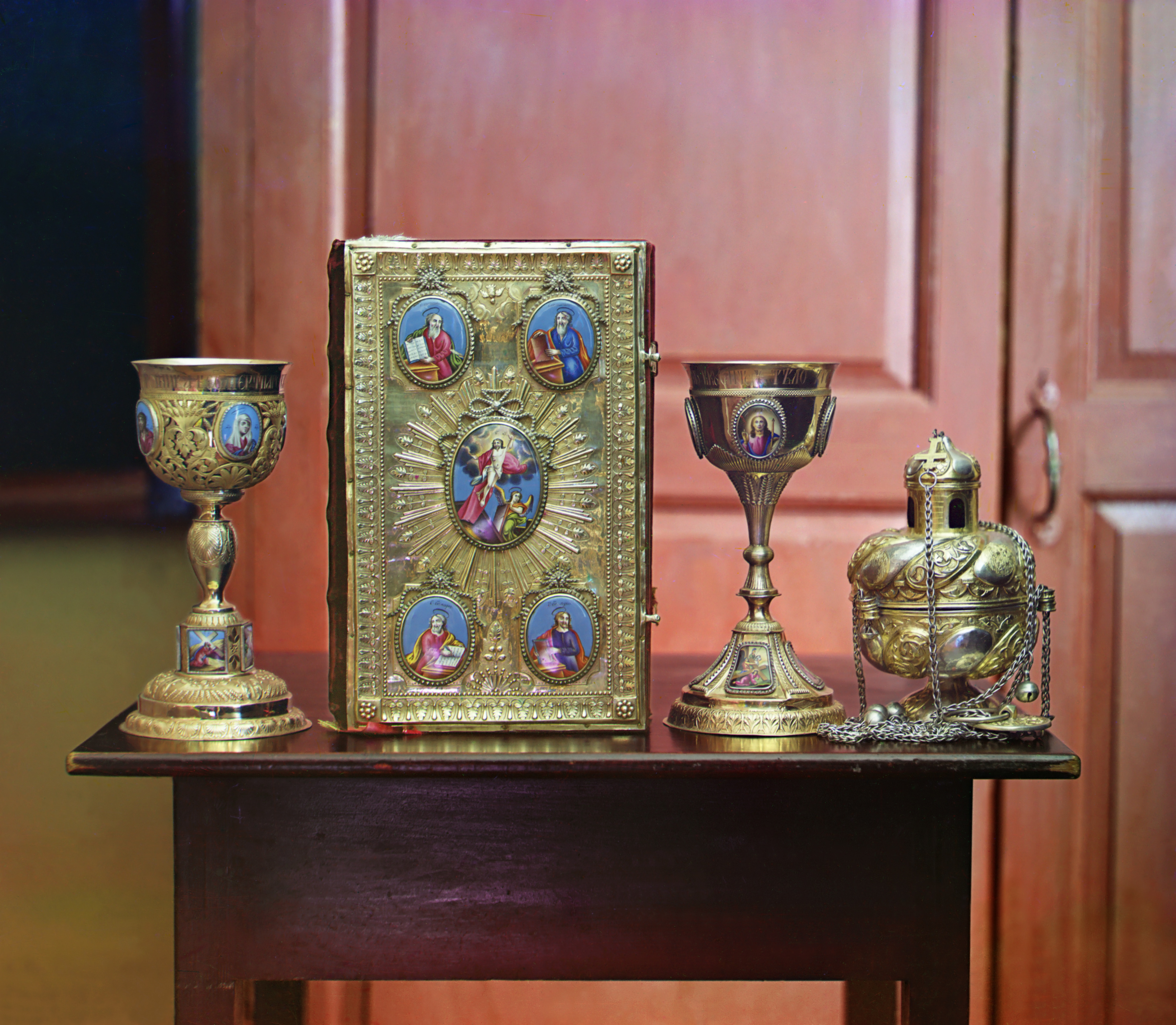
Потиры, евангелие в окладе, кадило. 1909. Фото Прокудин-Горский

Церко́вная у́тварь — принадлежности православного храма, имеют особое символическое значение и давнюю историю происхождения. 
В других источниках указано что Церковная утварь, ризница — ограда, земля. Искусно с любовью сделанная и богато украшенная (драгоценная) церковная утварь или ризница могут довольно подтвердить как веление храма, так и благоговейное усердие вздвигшего оный собственным иждивением. Некоторая церковная утварь изготавливалась золото-серебряной промышленностью. Место, покой при церкви, где хранятся ризы и вообще вся церковная утварь и драгоценности — Ри́зница (ж.) или ризохрани́лище (ср.). Малая ризница обычно за иконостасом, а иногда есть еще большая, отдельная, особ. при соборах, монастырях. Священник заведующий церковным имуществом — Ри́зничий. В данном списке принадлежности православного храма сгруппированы по местоположению внутри храма.

## Алтарнаячасть

### Престол
- Престол, или Святая трапеза (устаревш. „Жертвенник“) — в православном храме освящённый стол, находящийся в середине алтаря, который покрывают облачением. Облачается в две одежды: нижнюю — льняную, называемую катаса́ркием, или срачи́цею (символически представляет погребальные пелены Иисуса Христа — плащани́цу), обвитую верёвкой, и в верхнюю — парчовую, называемую инди́тией (индитионом) в напоминание о торжественном одеянии Господа как Царя славы. Индитию может заменять (или дополнять) позолоченный металлический оклад под стеклом. В престол полагается в особом ковчежце частица святых мощей христианских мучеников. На престоле полагаются антиминс, Евангелие, напрестольный крест (обычно два), дарохранительница и лампада. В соборах и крупных храмах над престолом устанавливается киворий (навес в виде купола с крестом).
- Антиминс — плат со вшитой в него частицей мощей какого-либо православного святого мученика и надписанием (подписью) правящего епископа. Для сохранности антиминс завёртывается в другой шелковый плат, называемый илитоном. Он символизирует сударь (плат), которым была обвита голова Спасителя во гробе. Вместе с антиминсом в илитон заворачивается губка (губа антиминсная) для собирания частиц Святых Даров. В латинской традиции (как у католиков, так и протестантов), илитону соответствует корпорал.
- Напрестольное Евангелие с ленточкой. Иногда на престоле может быть ещё одно или даже два требных Евангелия.
- Напрестольный крест (один или два креста) — выносное распятие для осенения молящихся и целования его ими, полагается на южную (правую) сторону престола (второй крест — на северную (левую) сторону престола).
- Дарохранительница — священный сосуд, в котором хранятся Святые Дары — Тело и Кровь Христовы, используемые для причащения вне литургии, например: больных на дому. В православных церквях дарохранительница хранится непременно в алтаре на престоле и носит название кивот.
- Лампада (на подножке, перед дарохранительницей) — на престол ставится только священнослужителями. Возжигается перед богослужениями, а после их окончания обычно тушится.
- Дароносица — переносная дарохранительница для ношения Святых Даров вне храма, может находиться как на престоле (рядом с дарохранительницей), так и на жертвеннике.
- Алавастр со святым Миром (ми́рница), иногда вместе с крестильным ящиком — ставится рядом с дарохранительницей.
- Два напрестольных све́щника, в каждый из которых устанавливаются по одной свече и на время праздничного богослужения ставятся на юго-восточный и на северо-восточный углы престола.
- Плащаница Иисуса Христа лежит на престоле с Пасхи до Её отдания (всего в течение 39 дней).
- На престоле могут освящаться обручальные кольца, монашеские одежды, иконы и некоторые предметы церковной утвари.

### У престола
- Семисвечник — подсвечник большого размера с семью свечами (чаще с семью лампадами), который ставят на пол у восточной стороны престола (реже на восточную сторону престола, если семисвечник маленького размера.
- Запрестольные крест с иконой — распятие и двусторонняя икона на древках, примерно одинакового размера. Их ставят на пол у восточных углов престола (крест — справа, икону — слева). Износятся на крестный ход.
- Горнее место — возвышенность с архиерейским троном к востоку от престола.
- Киворий, алтарная сень — дополнительный балдахин над престолом на колоннах. Сооружается редко.
- Две рипиды — прообраз опахала на длинной рукояти, обычно в виде металлического или деревянного круга, ромба или звезды с изображением херувимов. Рипидами диаконы веют над Дарами при их освящении и после освящения. Ставятся рядом с запрестольными крестом с иконой, но ближе к Горнему месту. Рядом с ними на специальных подставках или полочках ставятся также трикирий и дикирий — выносные подсвечники для двух и трех свечей соответственно. Во время богослужения дикирием и трикирием архиерей благословляет молящихся. Свечи, помещаемые в дикириях и трикириях, называются двухплетёные, трехплетёные, осеняльные или осеняльники.
- На эти же подставки в большие церковные праздники могут ставиться вазы с живыми цветами.
- Перед престолом с западной стороны часто расстилается ковёр для предстоятеля.
- Во многих храмах у северо-западного угла престола ставится аналой для служебника, календаря, синодиков.

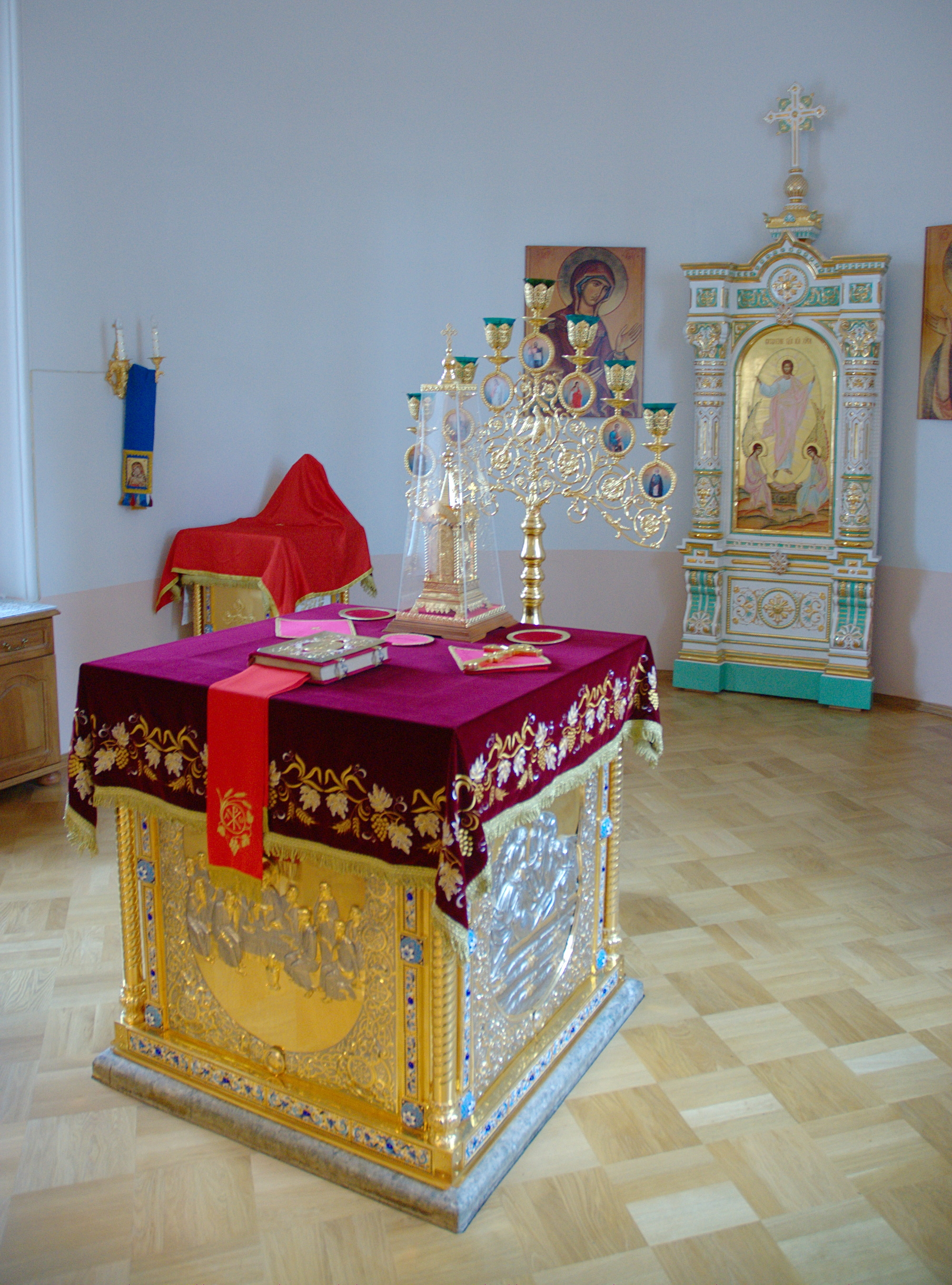
Престол
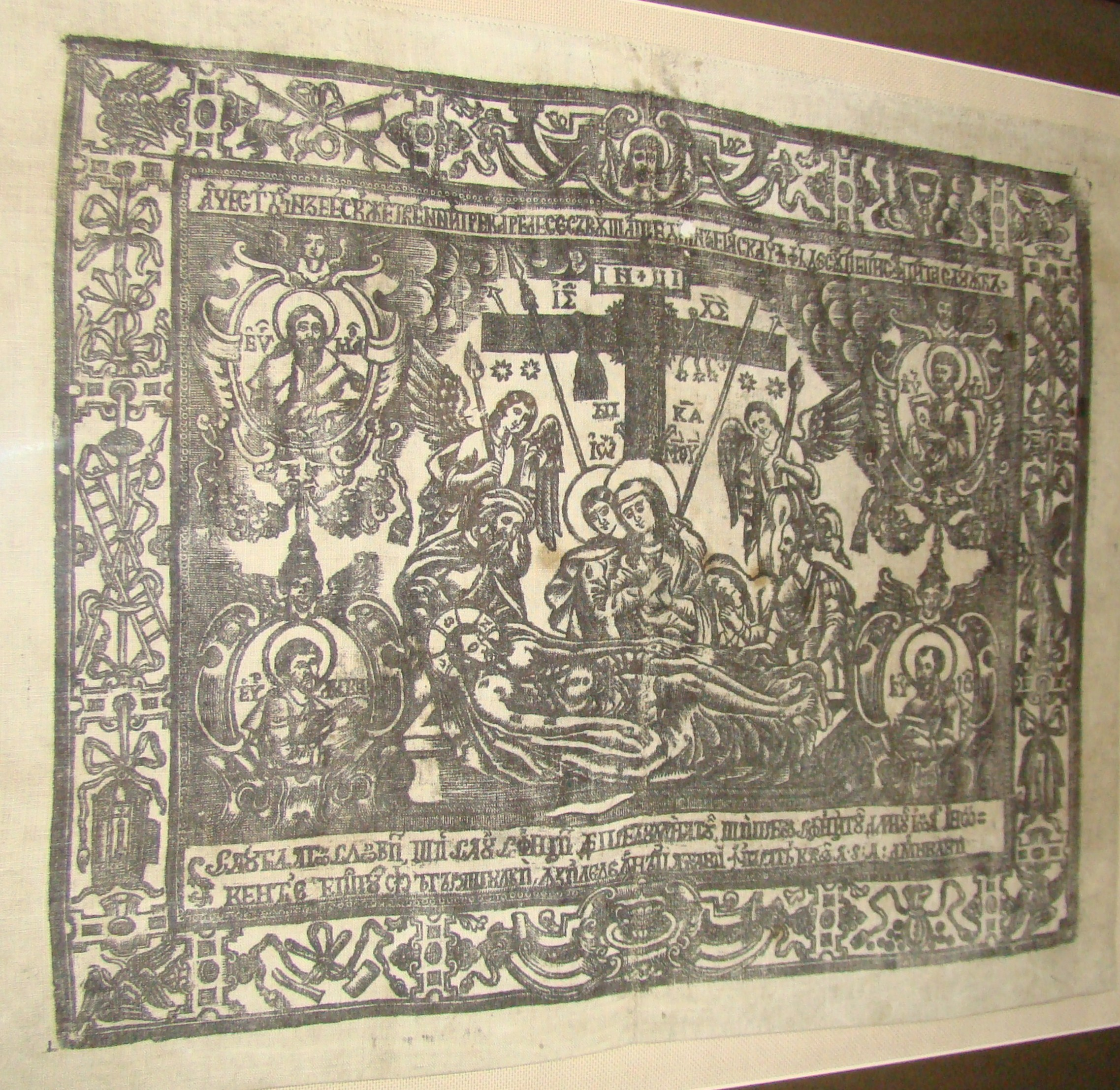
Антиминс (печатный)
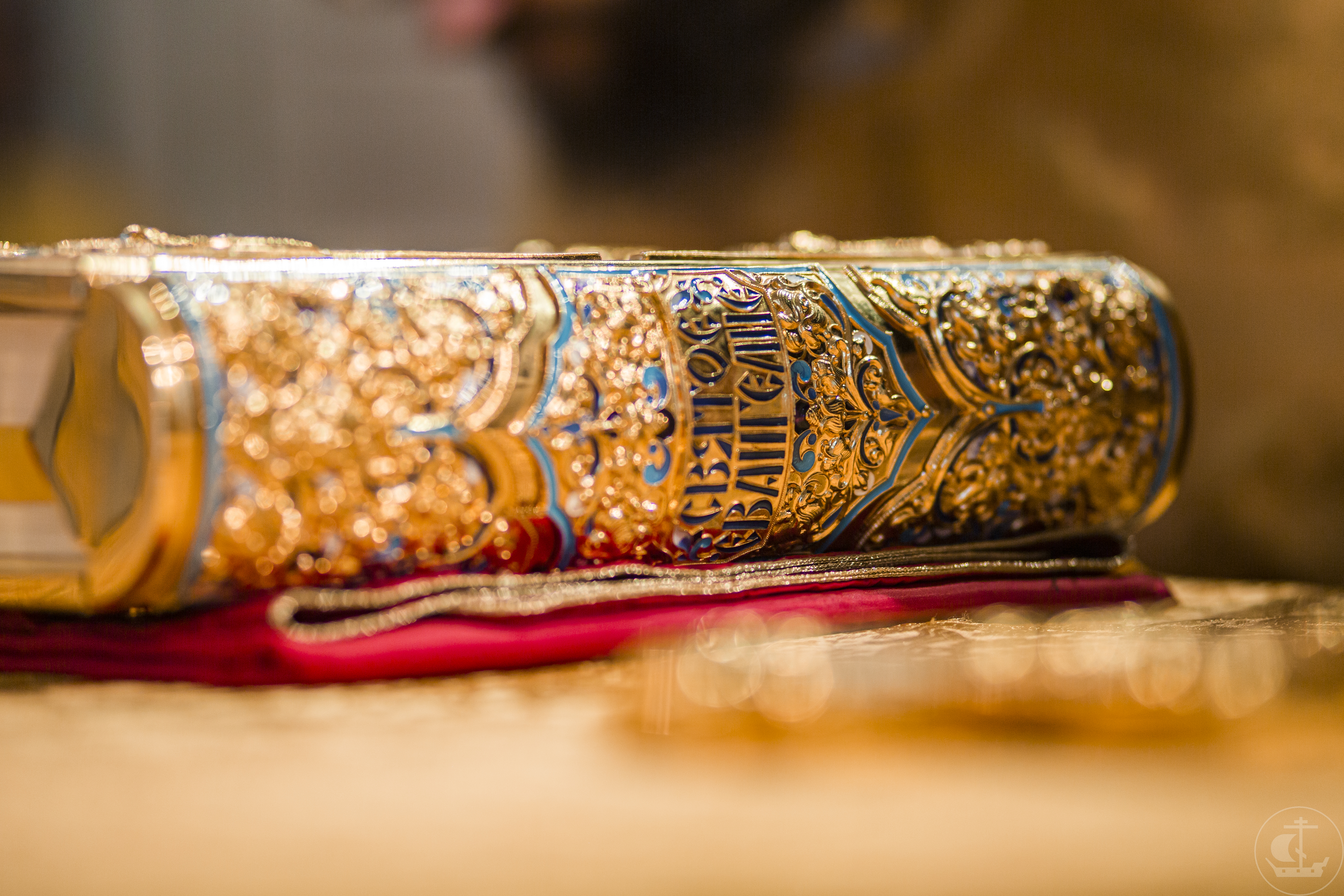
Богослужебное Евангелие в драгоценном окладе
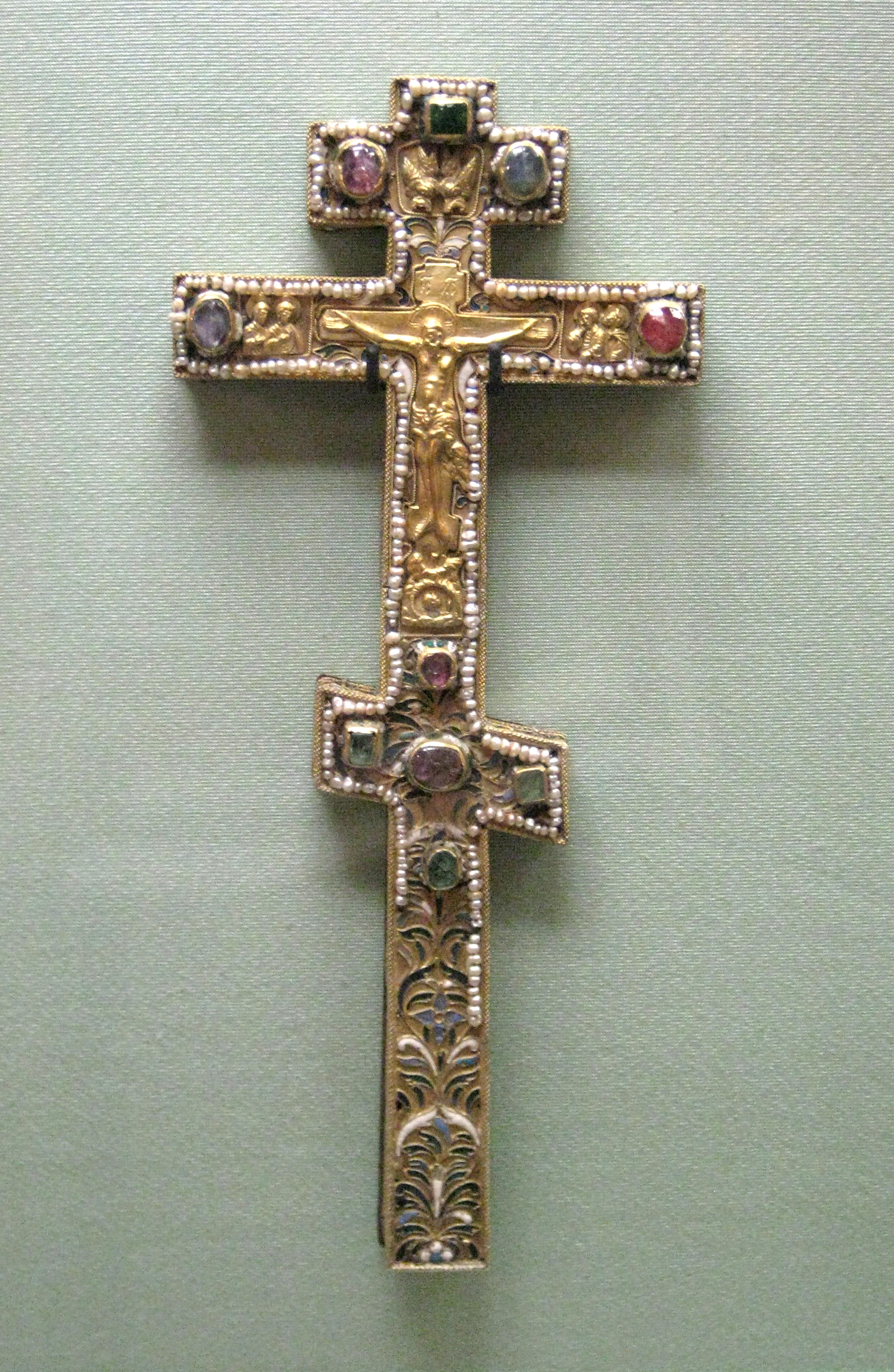
Напрестольный крест
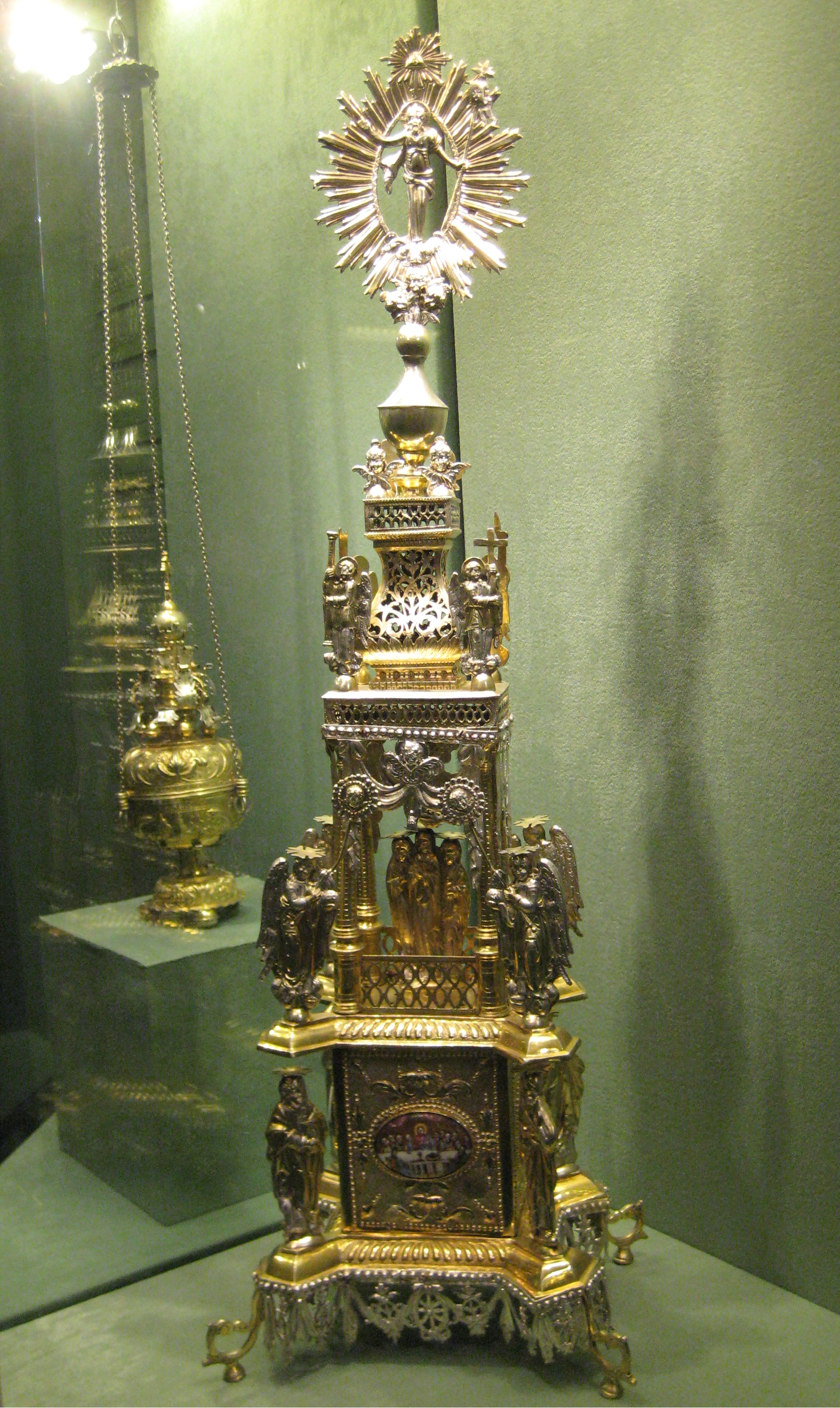
Дарохранительница
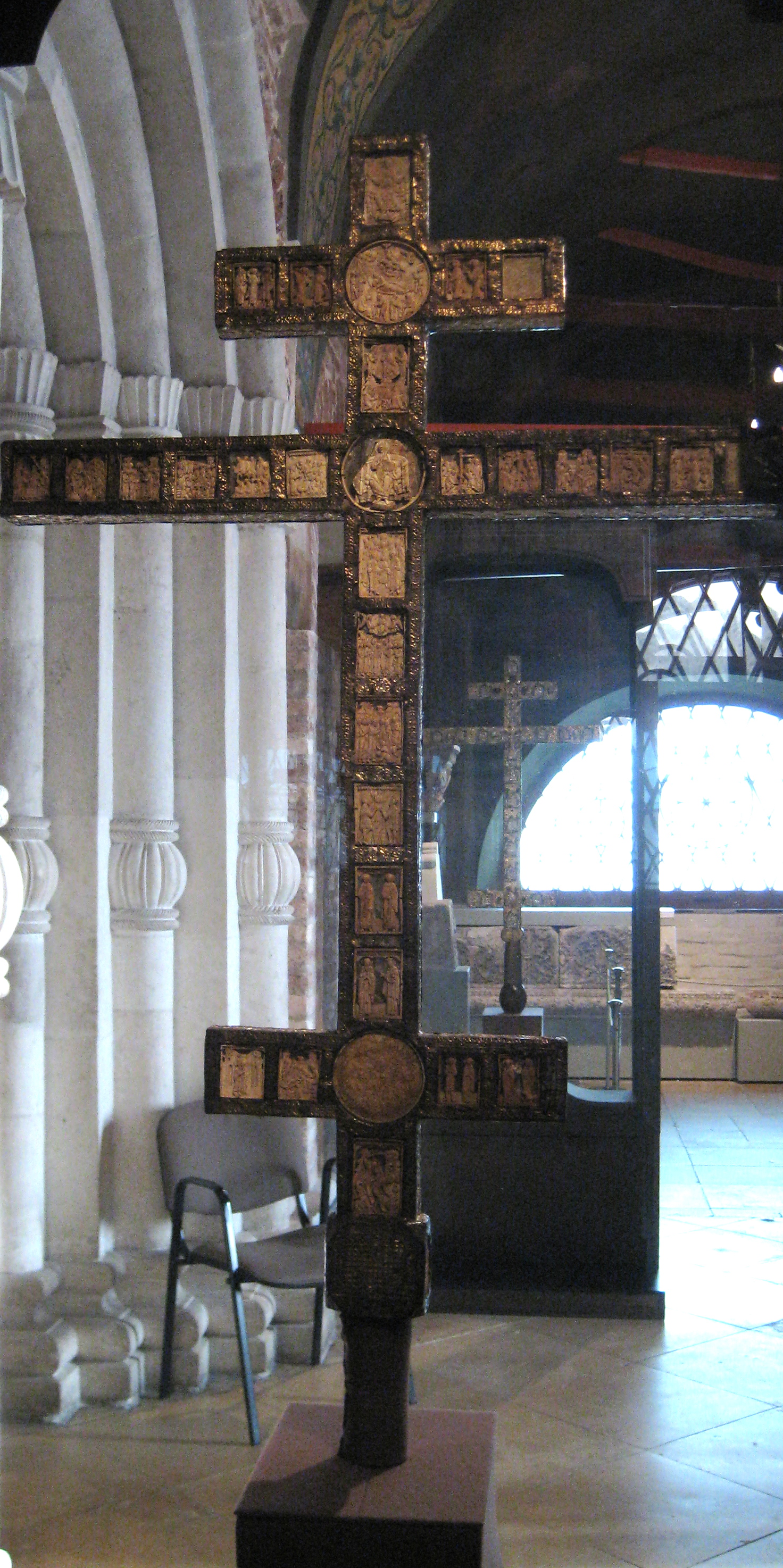
Крест запрестольный выносной
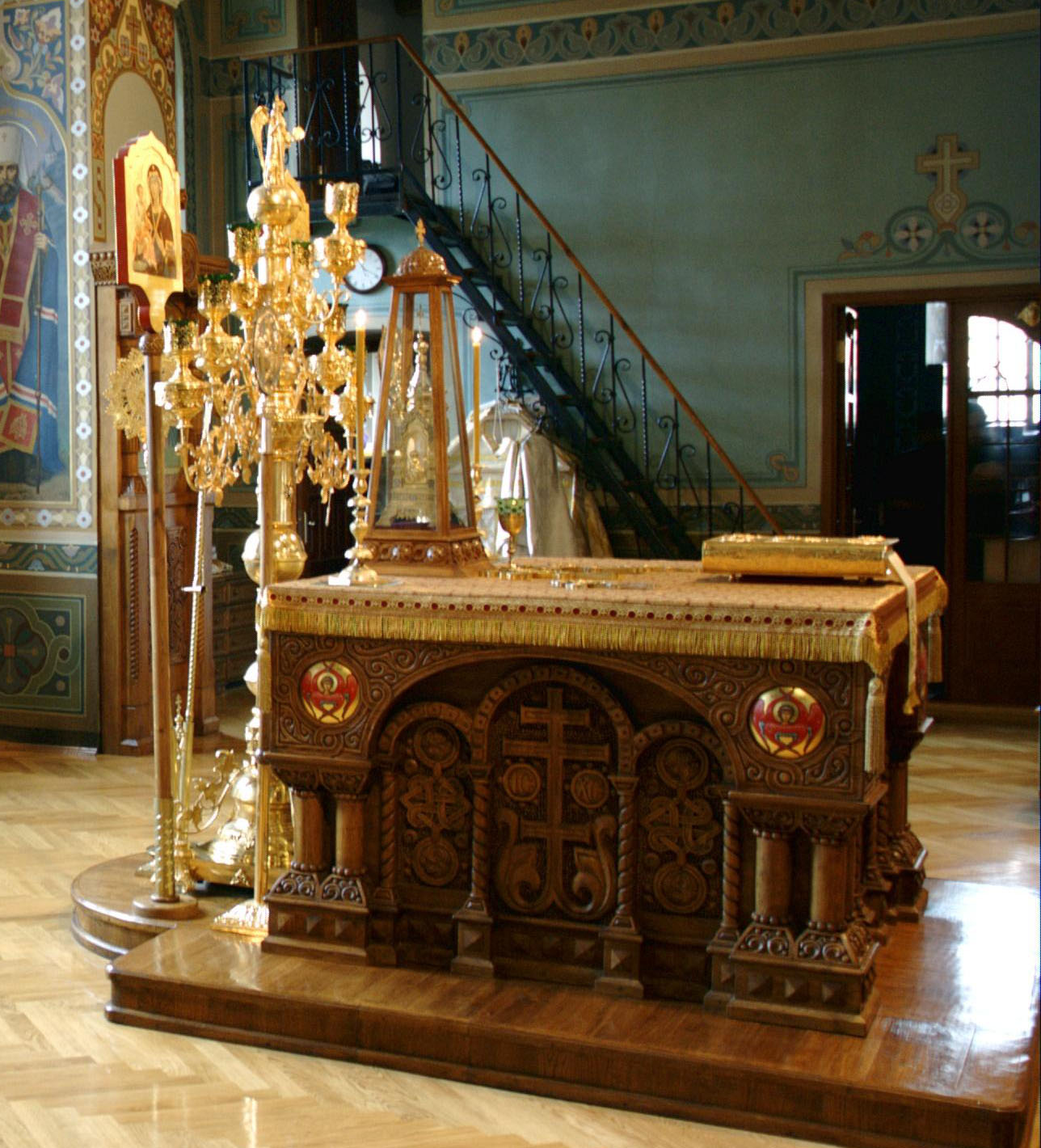
Семисвечник рядом с престолом
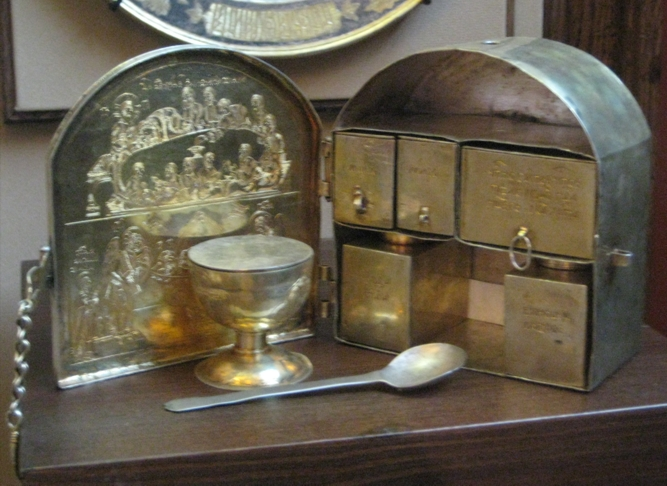
Дароносица для хранения Св. даров, чаши для причастия и лжицы

### Жертвенник
Находится налево от престола, в северной части алтаря. Это небольшой стол, внешне похожий на престол, украшается тканью. Этот стол называется жертвенником. На нем приготовляются дары для таинства причащения — совершается проскомидия. На жертвеннике могут стоять следующие предметы:
- Дискос — священный сосуд, блюдо на подставке для хлеба/Тела Христова
- Потир — священный сосуд (чаша) для вина/Крови Христовой.
- Звездица — священный сосуд, две металлические дуги, устанавливаемые поверх дискоса, чтобы покров не прикасался к вынутым из просфор частицам.
- Копие — священный сосуд, нож, для вынимания агнца и частиц из просфор.
- Лжица — священный сосуд, ложечка, употребляемая для причащения мирян.
- Губка или плат или илитон — для вытирания священных сосудов.
- Покровцы — два малых матерчатых плата (покрова), которыми покрываются отдельно чаша и дискос.
- Возду́х — большой матерчатый плат (покров), которым покрывается чаша и дискос вместе.
- Ковш или коре́ц — в нем подается, вначале проскомидии, вино с водою для вливания в святую чашу; потом, перед причастием, в нем подается теплота (горячая вода), и в нем же выносится запивка после причастия.
- Миниатюрная Голгофа или Распятие с предстоящими[5]. На Литургии перед Голгофой на жертвенник ставится подсвечник со свечой или лампада.
- На жертвенник могут возлагаться поминальники, синодики, записки за здравие и о упокоении.

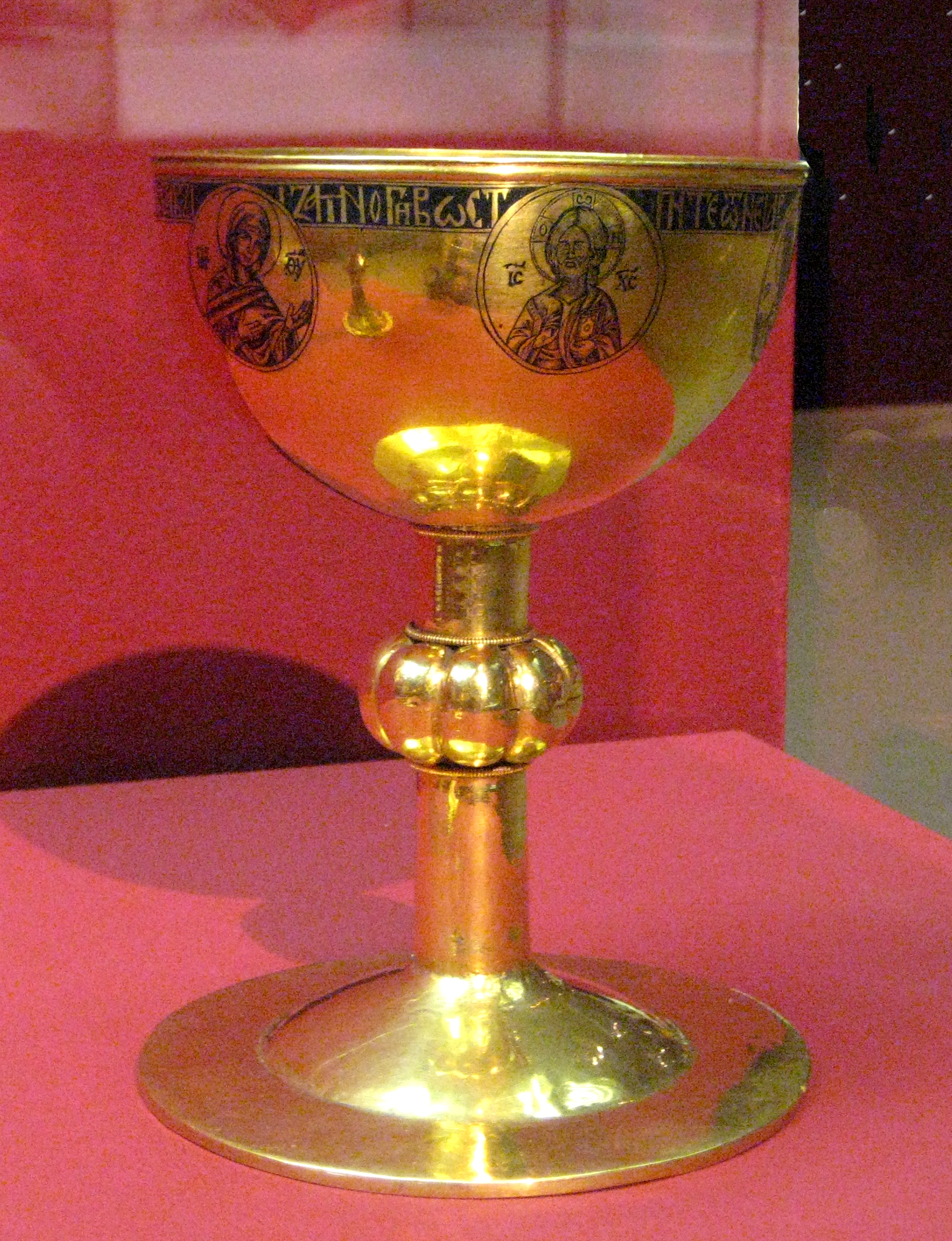
Потир
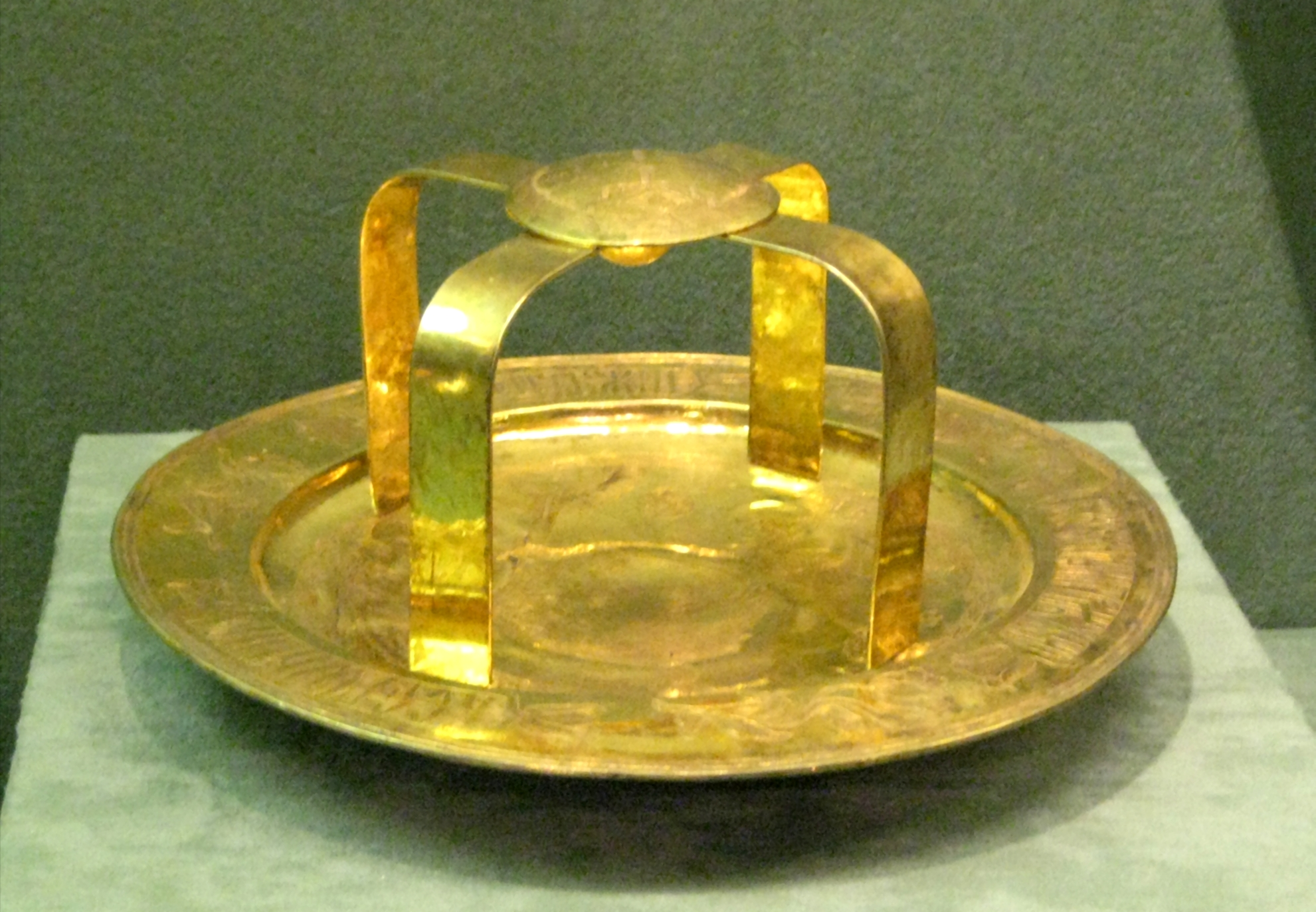
Дискос с установленной сверху звездицей
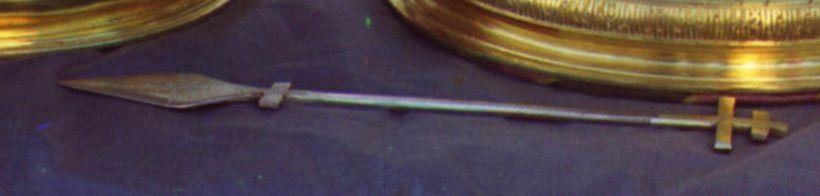
Копие
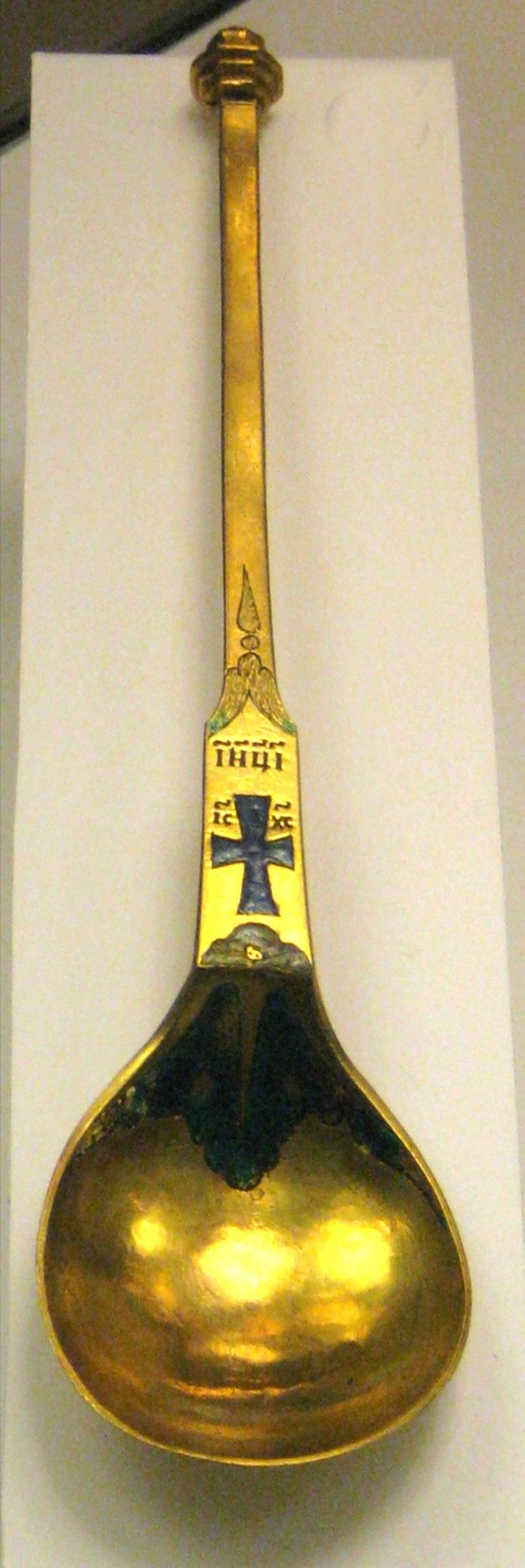
Лжица
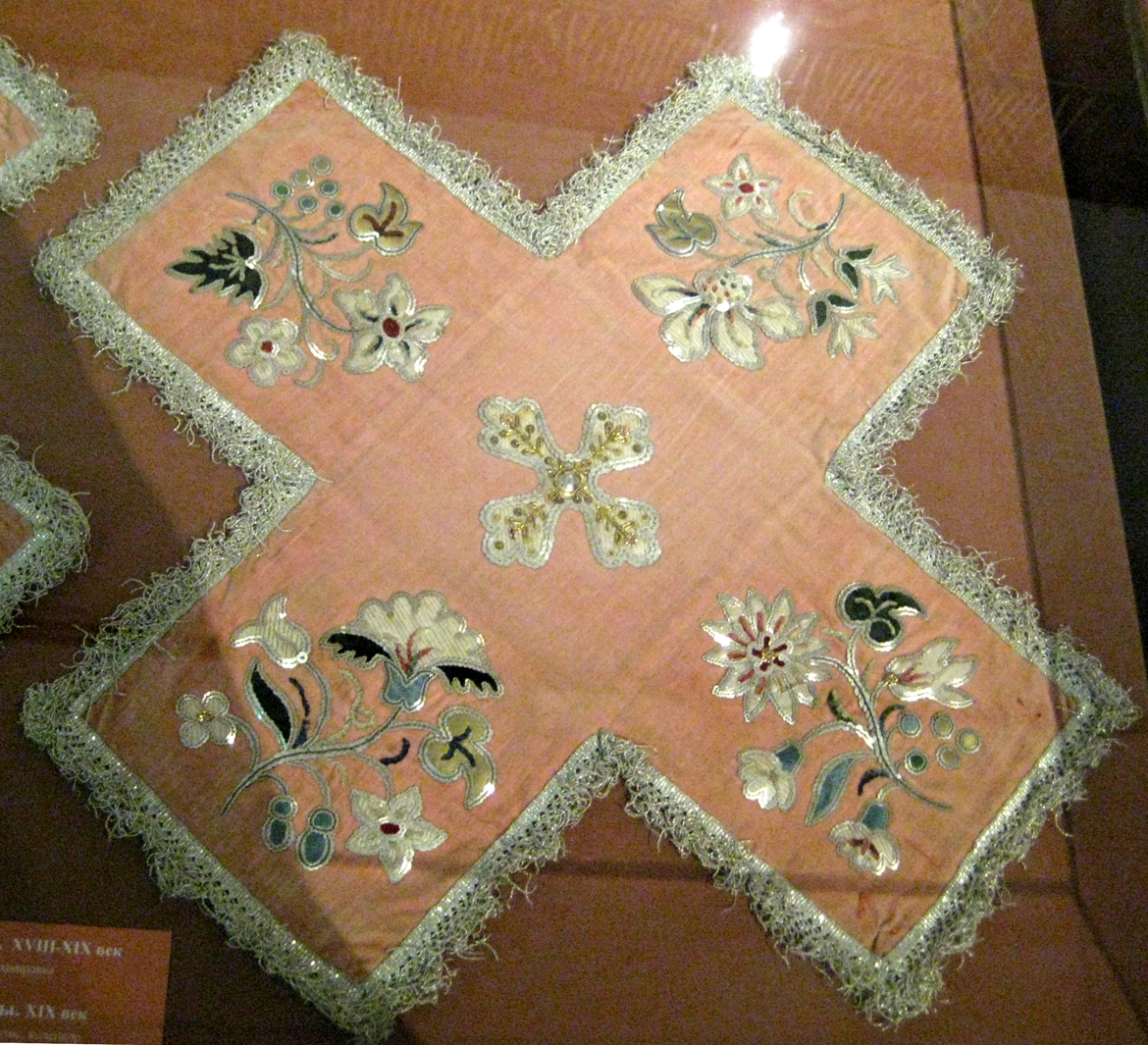
Покровец
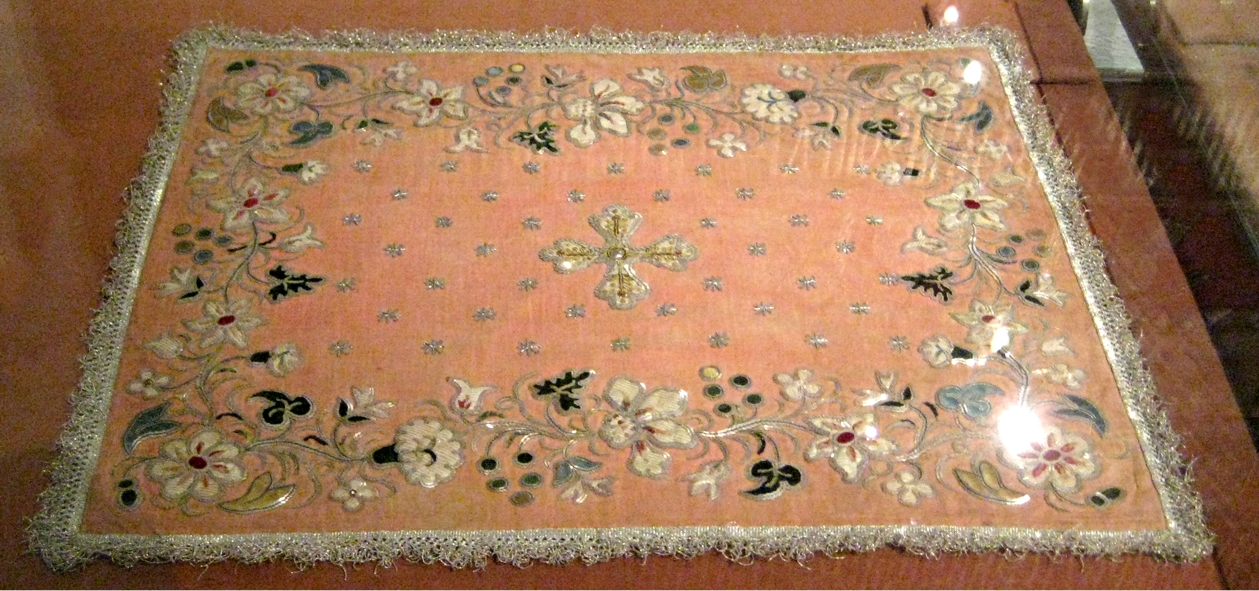
Воздух

### Также в алтаре
- Кадило — курительница с крышечкой на цепочках (иногда со звонящими бубенцами); кадильница — с ручкой (кацея́), небольшой запас ладана и кадильных углей, плитка для их разжигания и вытяжка дыма.
- Диаконские свечи[6] (обычно две свечи) — с ними пономари предшествуют духовенству на малом и великом входах, а также при торжественном выносе Евангелия, плащаницы и креста.
- Иерейские свечи[7] в ручных подсвечниках.
- Примики́рий — большой подсвечник с одной свечой, ставится перед царскими вратами во время чтения Евангелия и причащения священства.
- Трехсве́чник пасхальный на кресте (бывает с пасхальным яйцом).
- Сосуд с богоявленской водой для преподаяния её тем, кто не может причаститься.
- Колокольчик для обозначения звоном коленопреклонных моментов на Литургии Преждеосвященных Даров.
- Электрический чайник для приготовления «теплоты»/кипятка.
- В шкафу пономарей всегда должно быть несколько листов чистой бумаги, карандаш, салфетки или чистая тряпочка, свежее полотенце, бутылка с лампадным маслом, запасные свечи с работающей зажигалкой, графин питьевой воды с чистым стаканом.
- Если в алтаре устроен рукомойник или умывальник, то сливаться вода от него должна не в городскую канализацию, а в отдельно выкопанный (и не замерзающий зимой) сухой колодец, не попираемый ногами. Туда же должна выливаться использованная вода после мытья церковной утвари и полов храма.

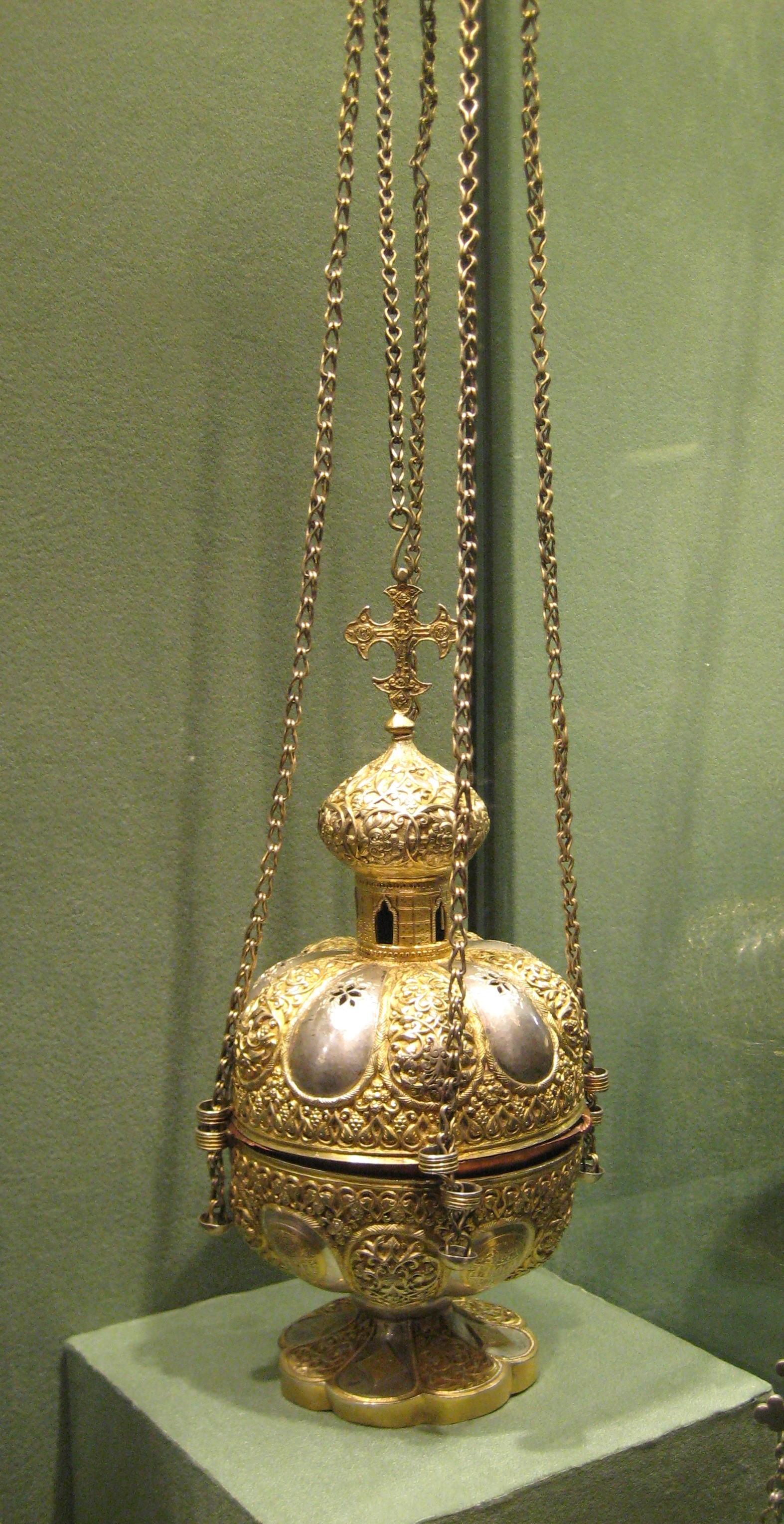
Кадило
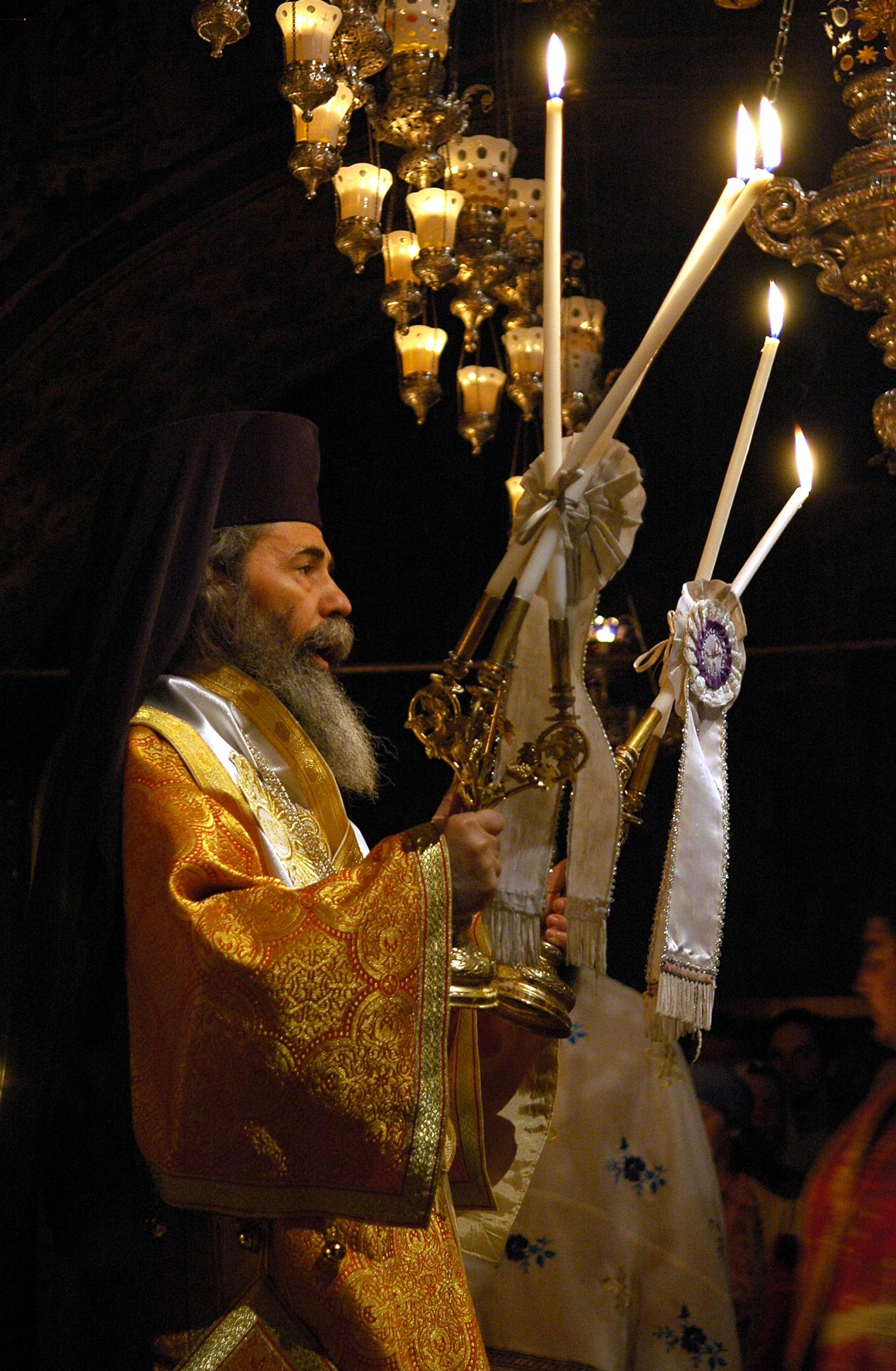
Благословение дикирием и трикирием
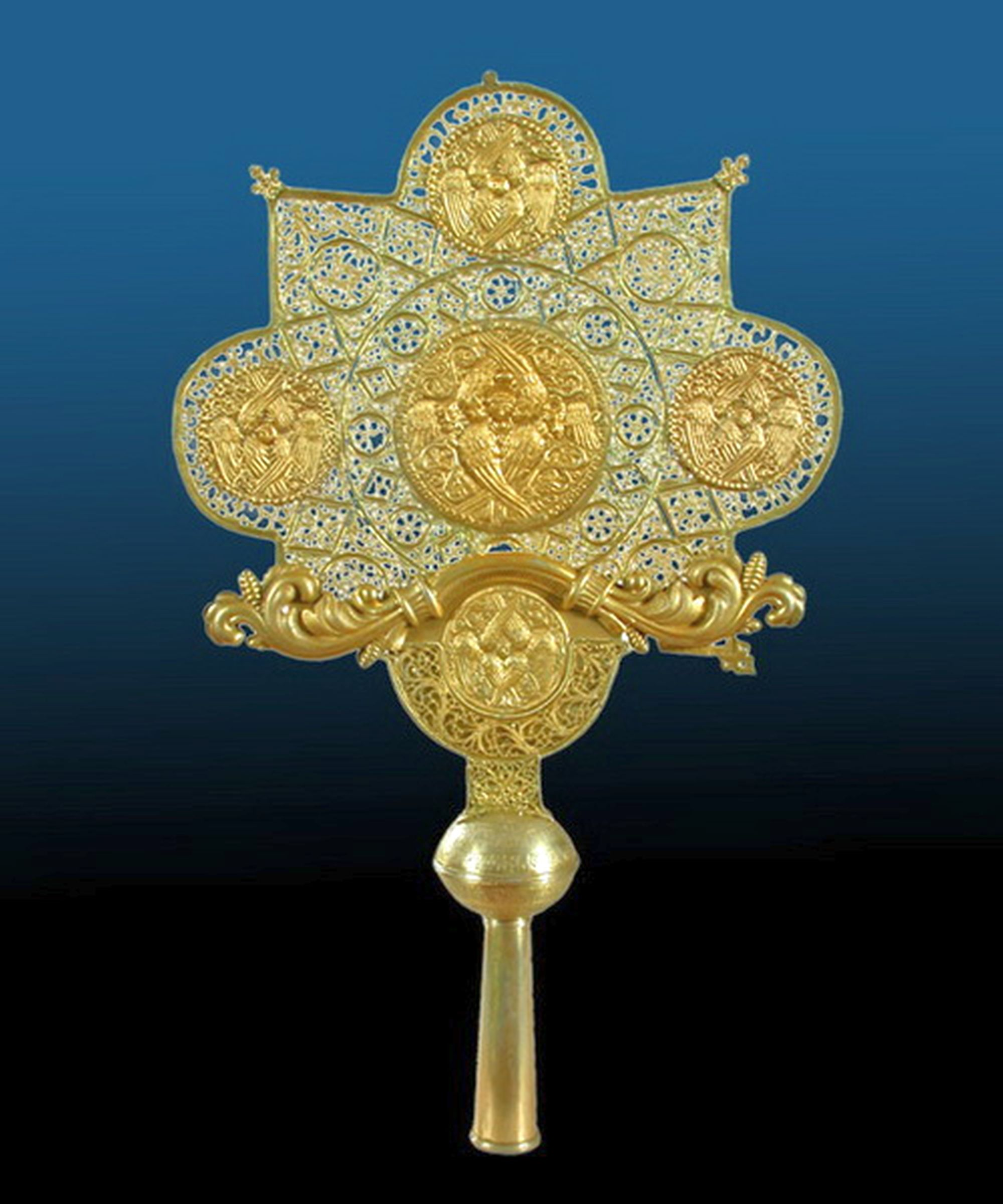
Рипида

### Ризница
Ри́зница, также и Сосудохрани́тельница, могут располагаться или в алтаре или же в отдельных помещениях (даже если алтарь большого размера, нежелательно превращать его в склад). В ризнице хранятся неиспользуемые в данном богослужении облачения, иконы, церковная утварь и богослужебные книги.
- Хоругви — иконы на высоких шестах
- Фонарь пасхальный на древке. Носится впереди процессии на всех крестных ходах (не только в Пасху)
- Ящик крестильный
- Венцы брачные

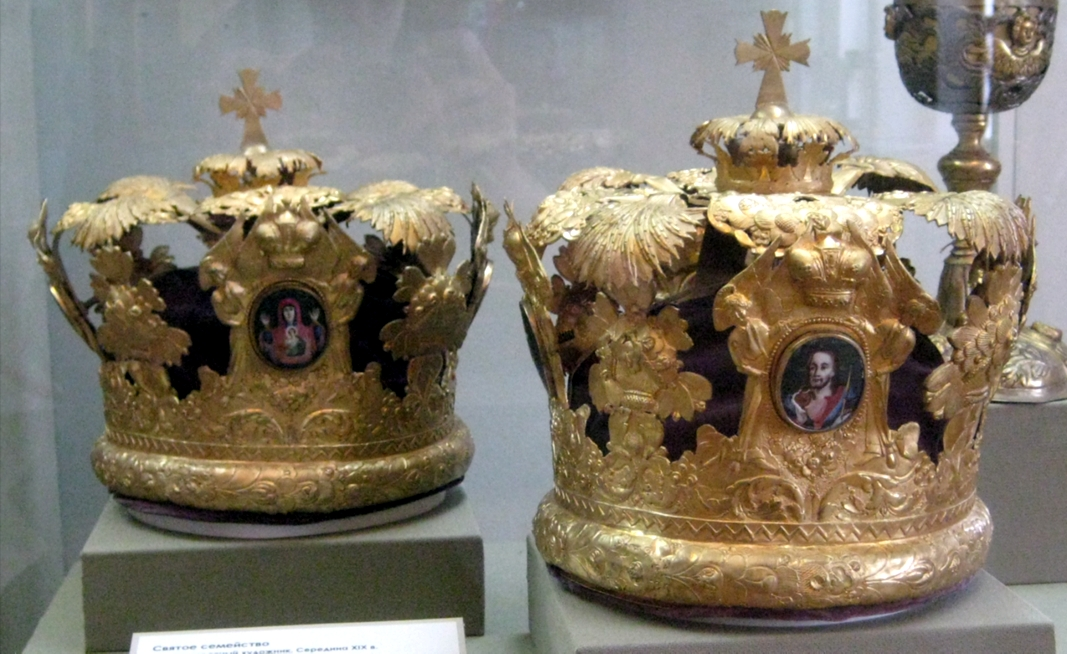
Венцы

### Сосудохранительница
- Священные сосуды — тип церковной утвари (см.).
- Блюдо для принесения «теплоты» (кипятка) и для приготовления запивки священнослужителям после Причастия
- Литийница
- Еле́йница с кисточкой для помазания
- Водосвя́тная чаша (кандия́)[8] с Кропилом
- Кувшин для омовения с подносом и полотенцем
- Ковш разливочный или коре́ц
- Тарель — чаще называется «блюдо» входит в евхаристический набор, но не считается священным сосудом
- Набор для соборования
- Печать для просфор
- Свечегаситель

Помимо этого, устарелые или редкоупотребимые:
- Панагиар — используется в монастырях при совершении Чина о панагии.
- Посуда, используемая при архиерейском Чине омовения ног.
- Посуда, используемая при архиерейском чине Воздвижении Креста Господня.

Мироваренная палата:
- - Котел и другая посуда для варки мира
  - Алавастр — сосуд (кувшин) для хранения и переноса мира.

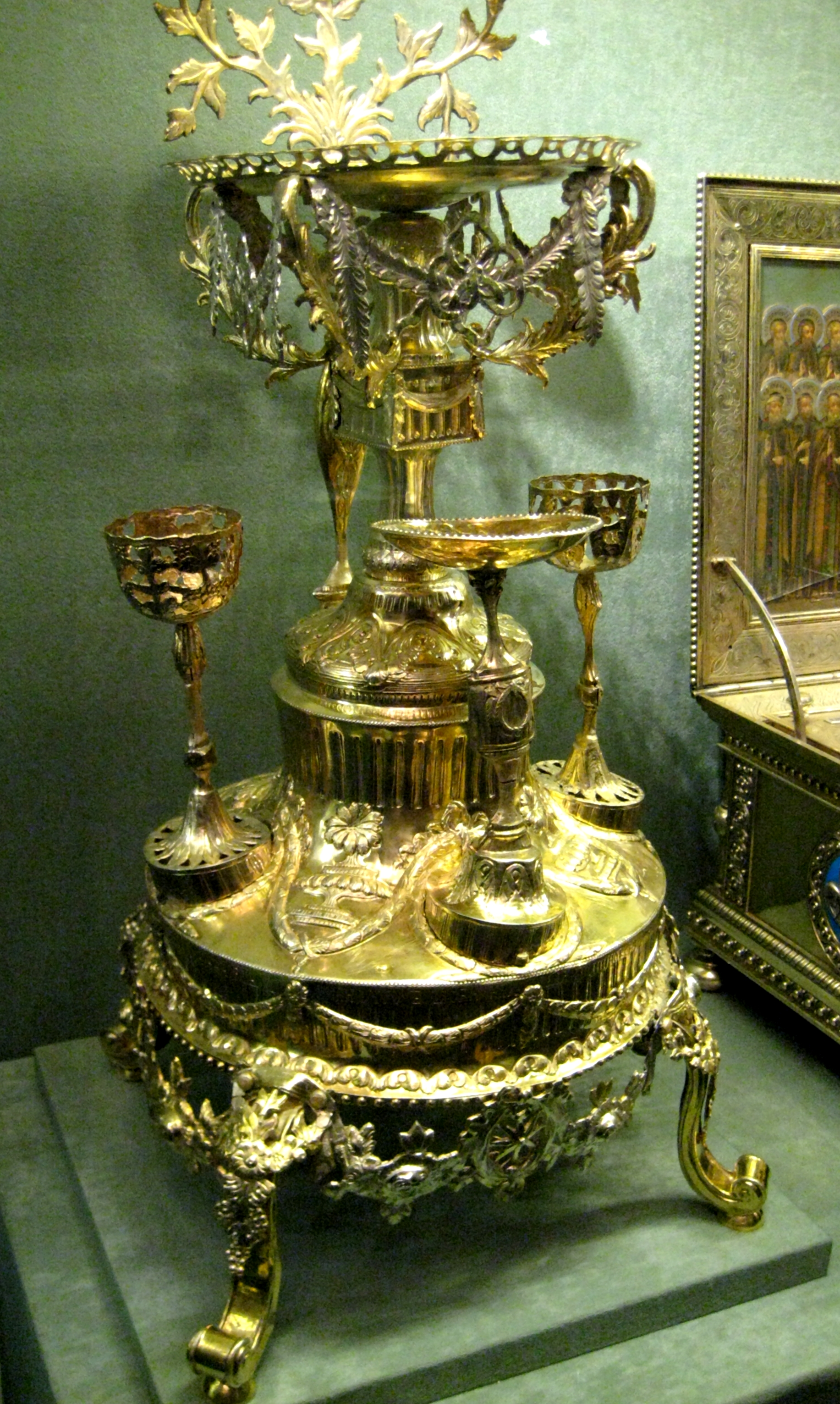
Литийный прибор
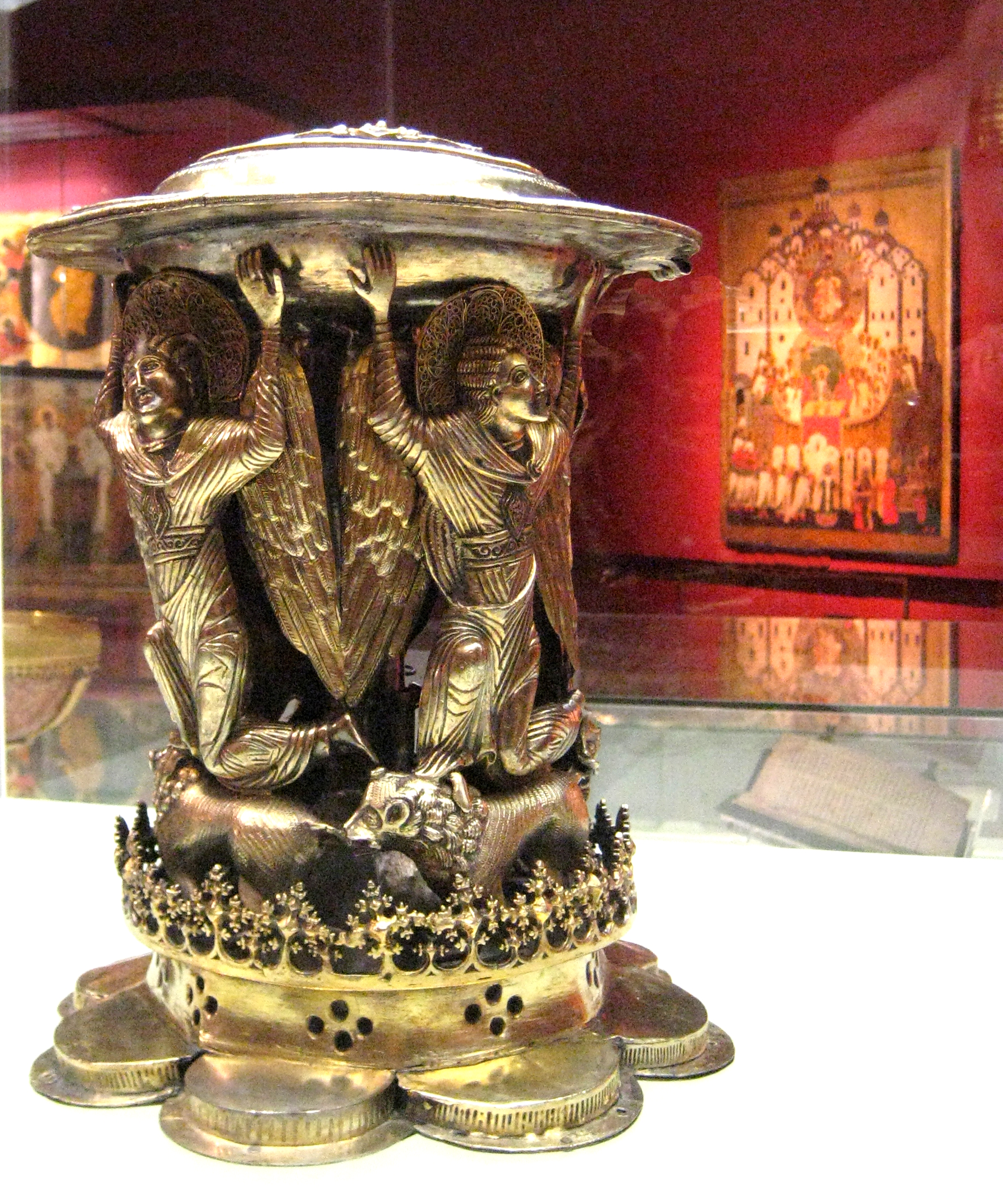
Панагиар
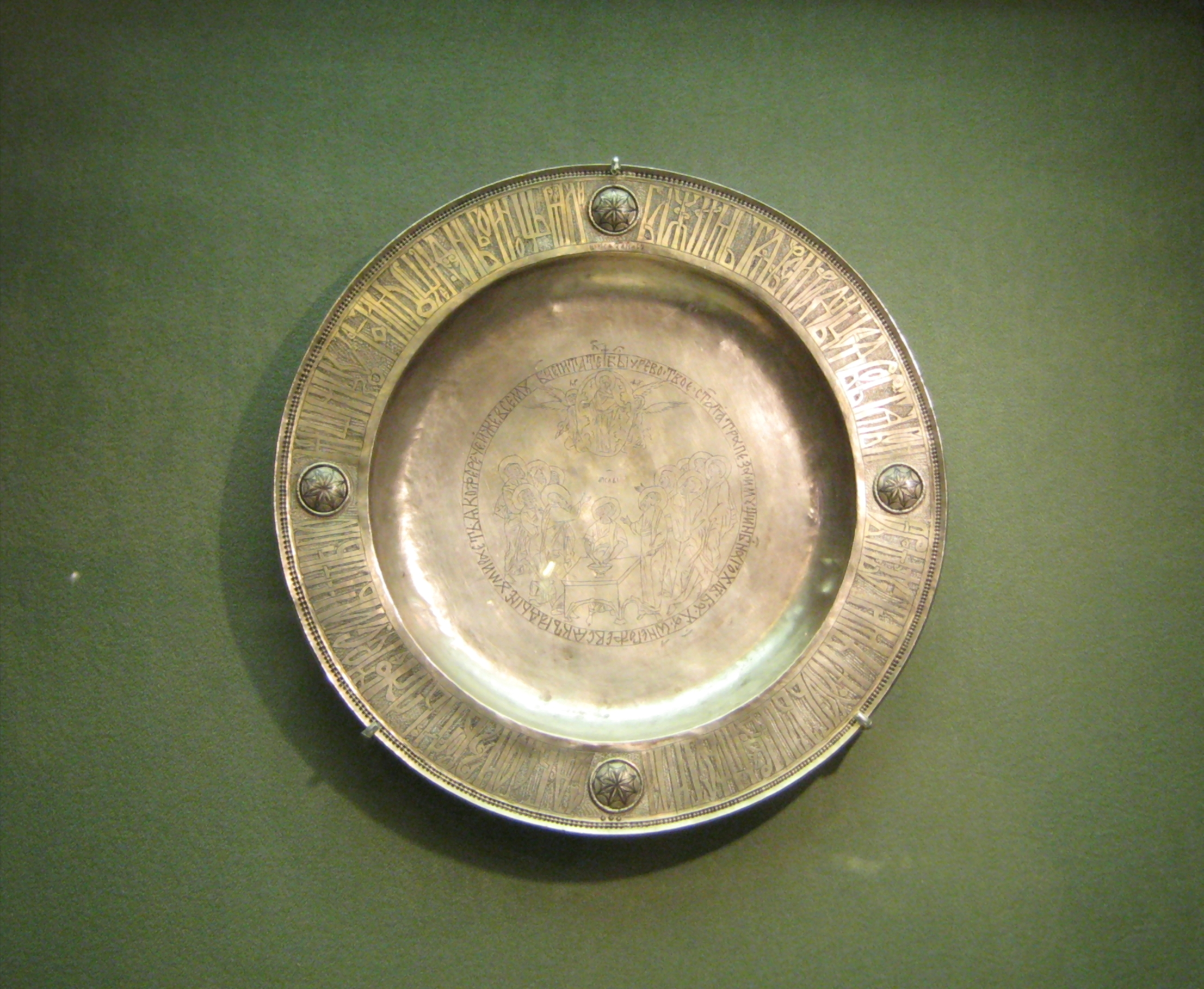
Тарель
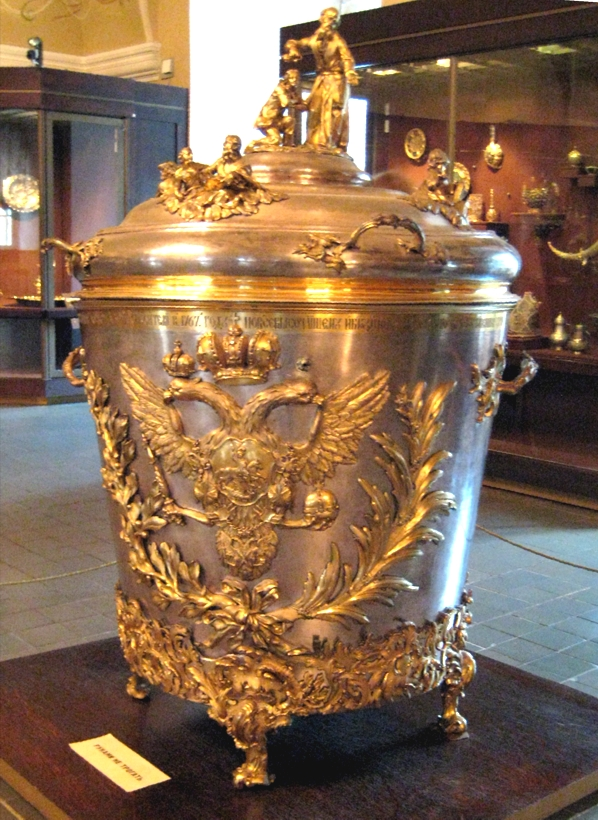
Котел для варки мира
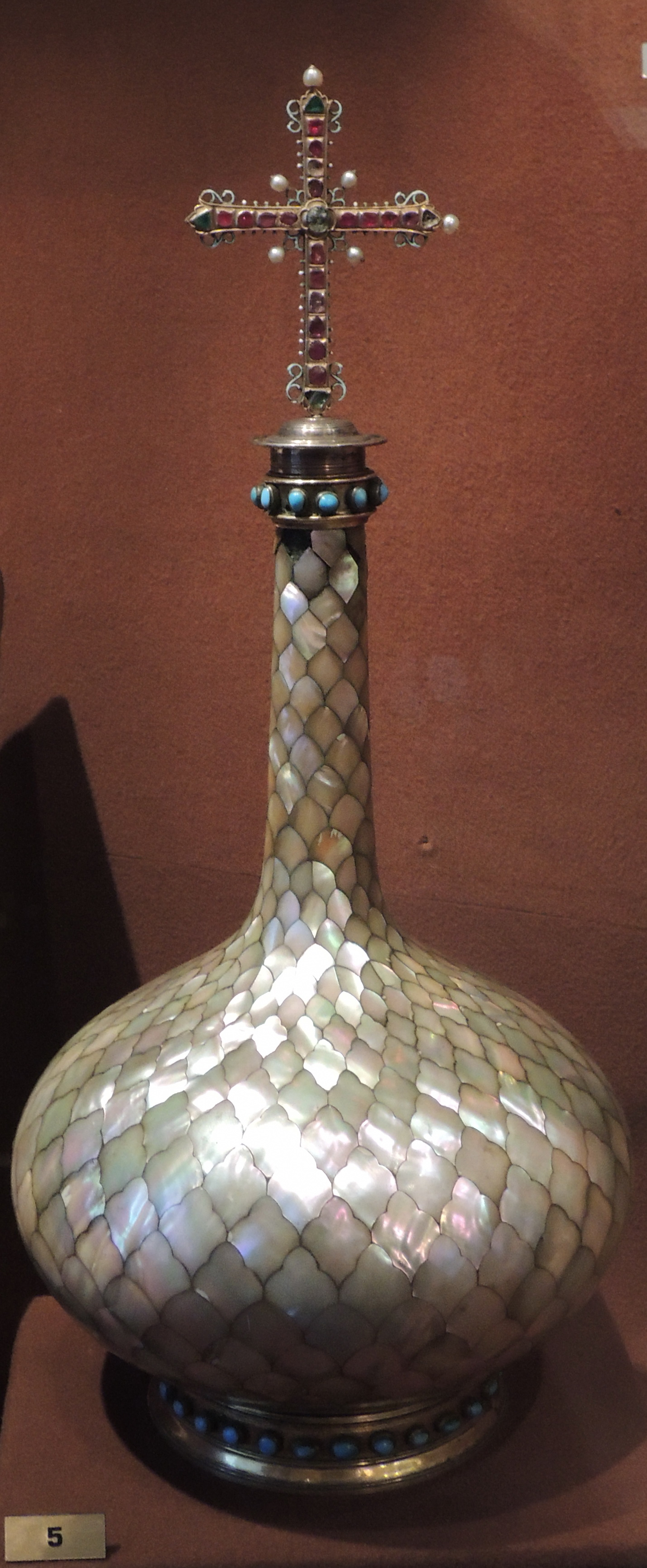
Алавастр

### Текстиль
- Алтарные облачения — ткани, используемые для украшения и защиты алтаря: алтарный покров, антиминс, фронтал. В православных храмах алтарь может закрываться завесой-катапетасмой, ленточные закладки Евангелия и других богослужебных книг.
- Орлец — круглый коврик с изображением орла, парящего над городом, который подстилается под ноги епископу.
- Пелена — плат, который подвешивался под иконы нижнего ряда иконостаса, а также под особо чтимые иконы, стоявшие в храме на отдельном постаменте или в киоте.
- Плащаница — плат большого размера с вышитым или живописным изображением лежащего во гробе Иисуса Христа или усопшей Богородицы.
- Риза — покрывало на престоле, жертвеннике и аналоях, покровец на потире, а также верхняя часть священнического облачения (фелонь). Облачения хранятся в специальных алтарных помещениях — ризницах.
  - Об одеяниях священства см. Православное церковное и литургическое облачение и Цвета богослужебных облачений
- Ковры и дорожки

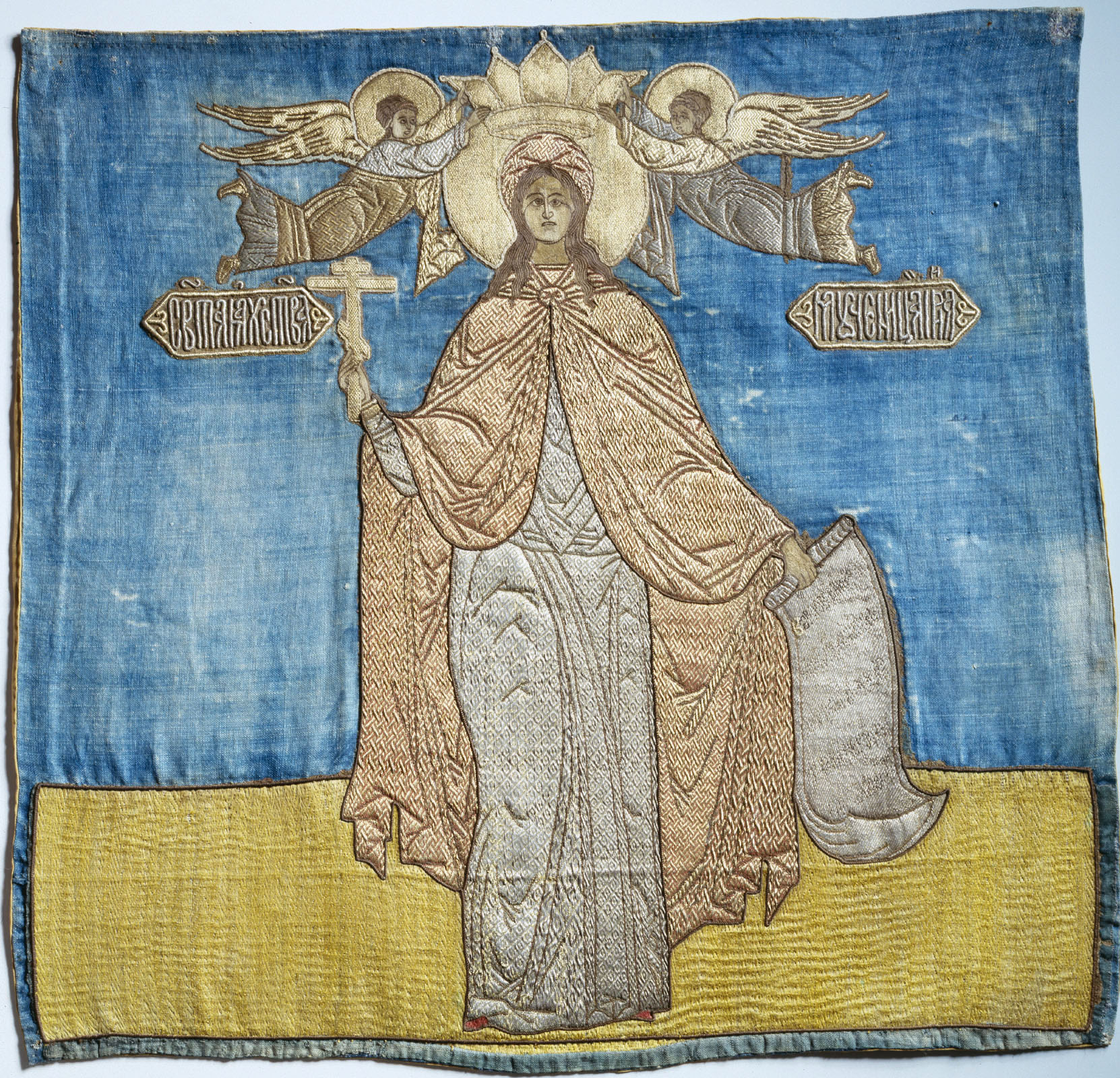
Пелена
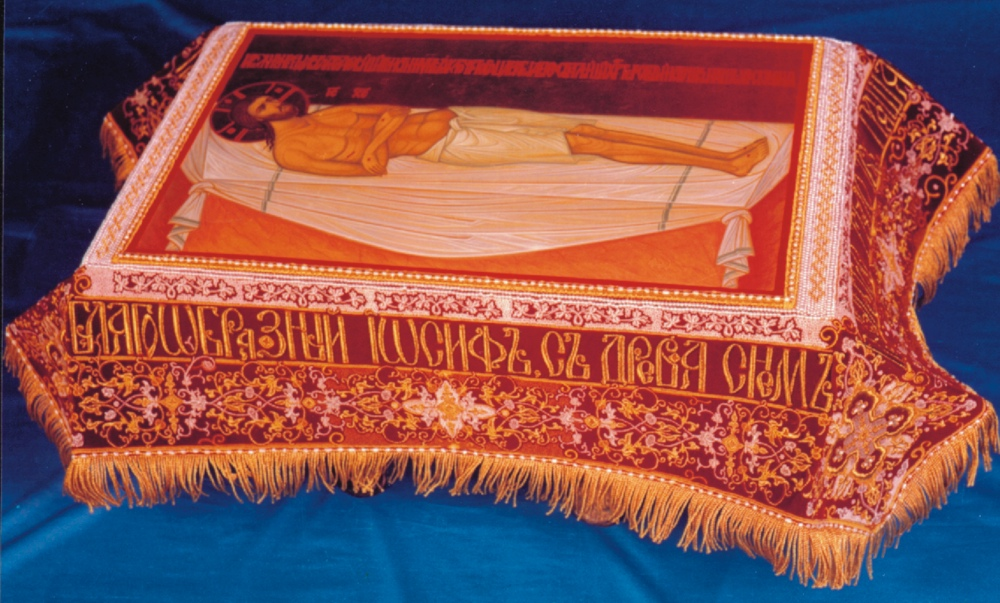
Плащаница
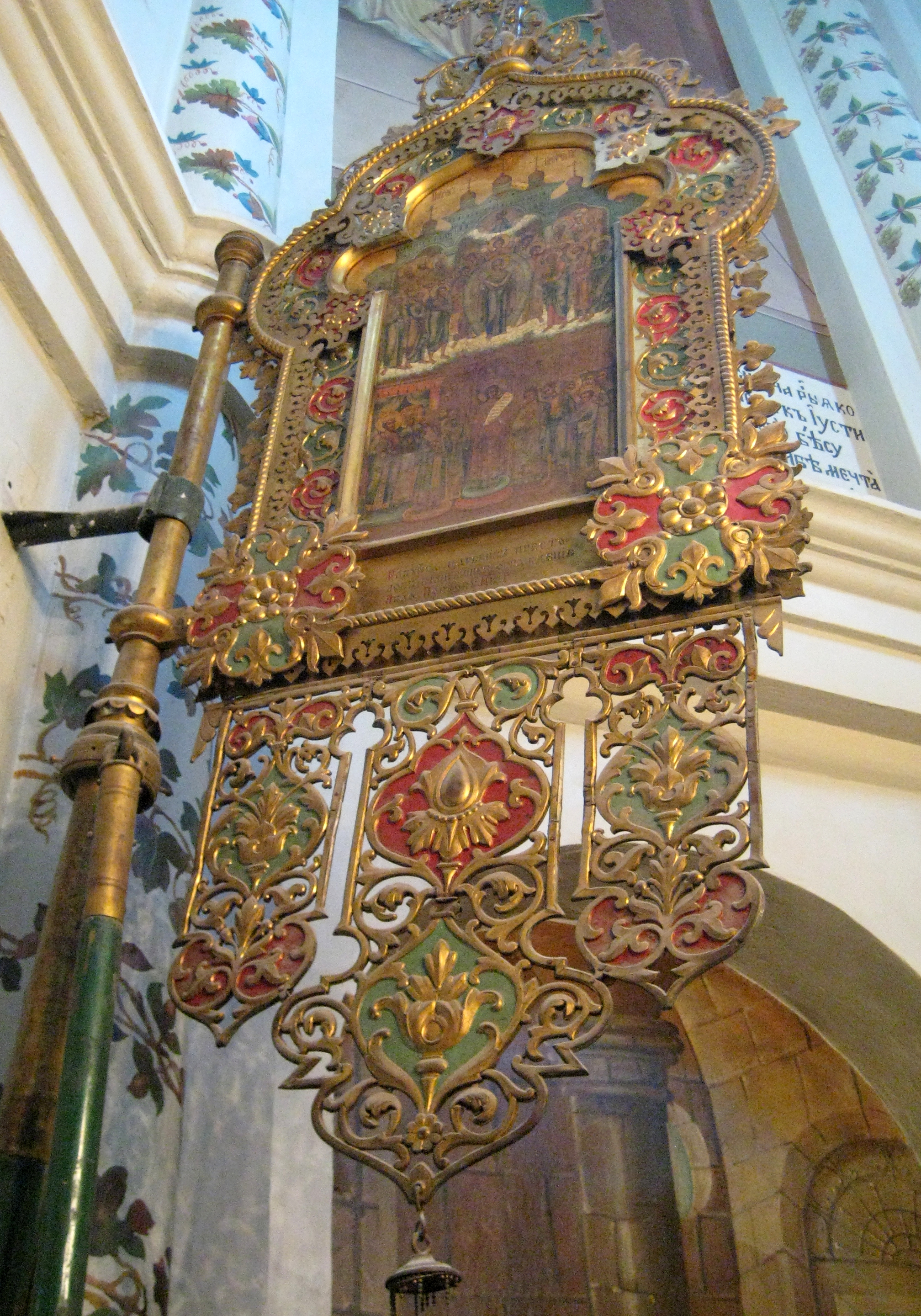
Хоругвь

## Прочий храм
- Иконы и иконостас
- Киот, Оклад иконы
- Купель для крещения
- Бак для раздачи святой воды, освящённой малым чином (на водосвятных молебнах).
- Голгофа[9] ставится посреди храма на чтение 12-ти страстных евангелий и великих (царских) часов в великую пятницу и при совершении чинопоследования пассии.
- Распятие напольное ставится за гробом при отпевании.
- Колокола для созыва в храм молящихся и указания им особых моментов в богослужении.
- Жезл архиерея или наместника/игуменьи монастыря.

мебель:
- Аналой — употребляемый при богослужении высокий четырёхугольный столик с покатым верхом; иногда бывает складным.
- Гробница под плащаницами Иисуса Христа и Богородицы
- Свечной ящик — у входа в храм
- Кану́н (Тетрапо́д) — панихидный столик с изображением Распятия и ячейками для свечей, которые верующие ставят об упокоении близких, родных и знакомых.
- Лити́йный столик, он же может использоваться как Столик запивочный (после Причащения) и столик для Артоса.
- Столик для приношений.
- Скамьи, Седалища, монастырские Стасидии.

свет:
- Елейник — лампадка к иконе или киоту, размещённая перед образами.
- Паникадило — большой потолочный подсвечник со множеством свечей, зажигается в торжественные моменты богослужения.
- Кандило — подсвечник перед иконами.

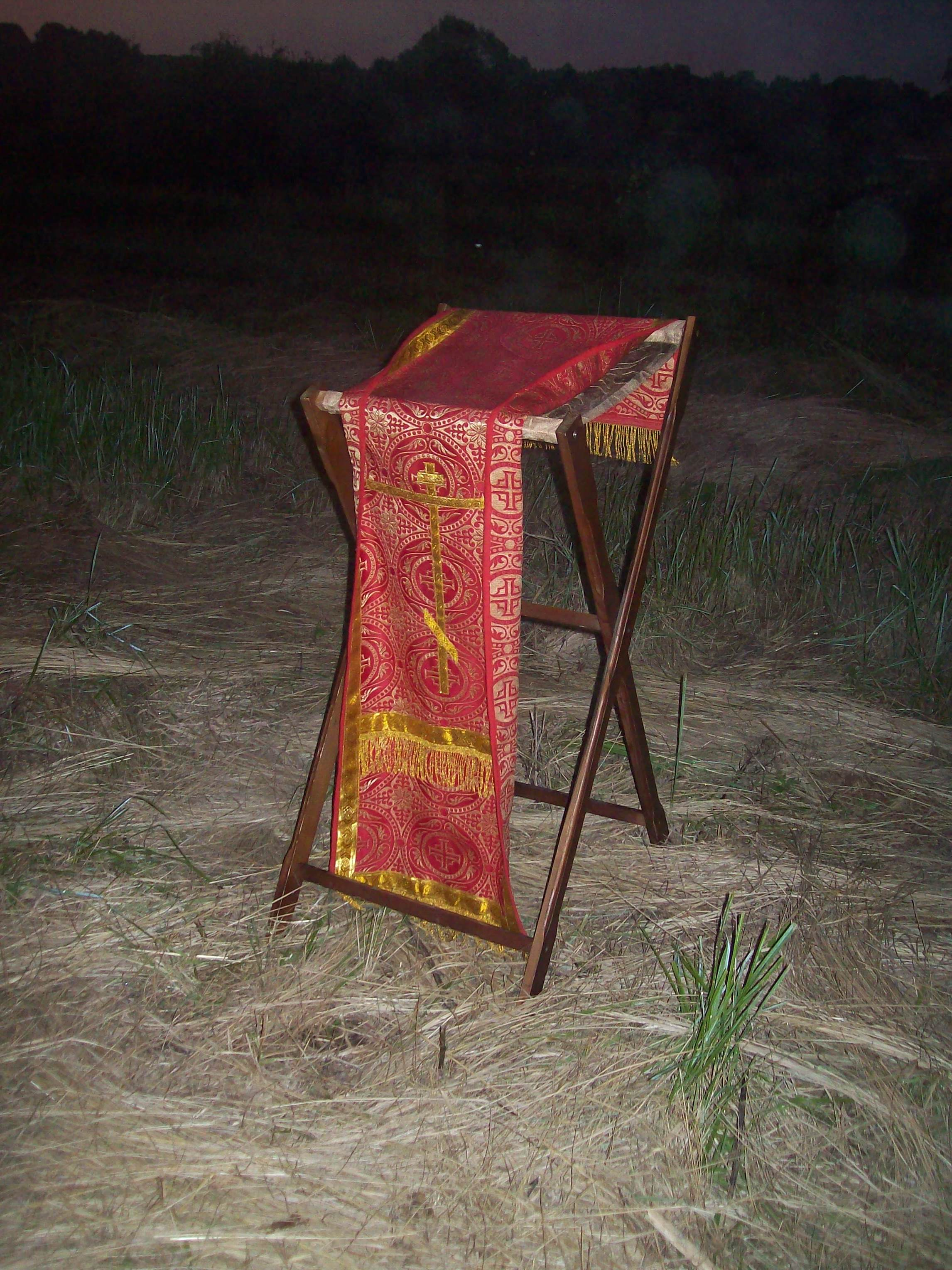
Аналой
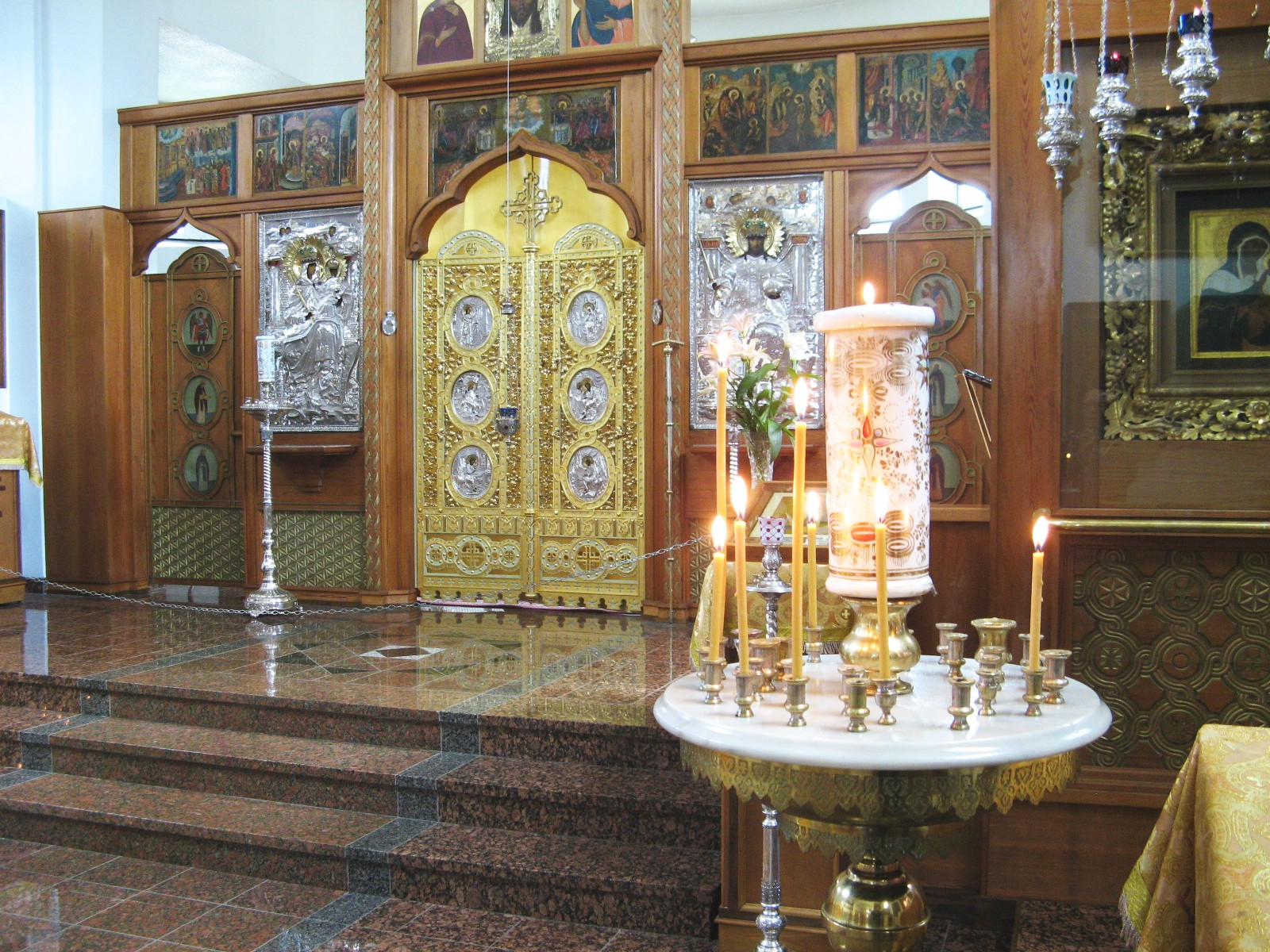
Иконостас и подсвечник перед иконой
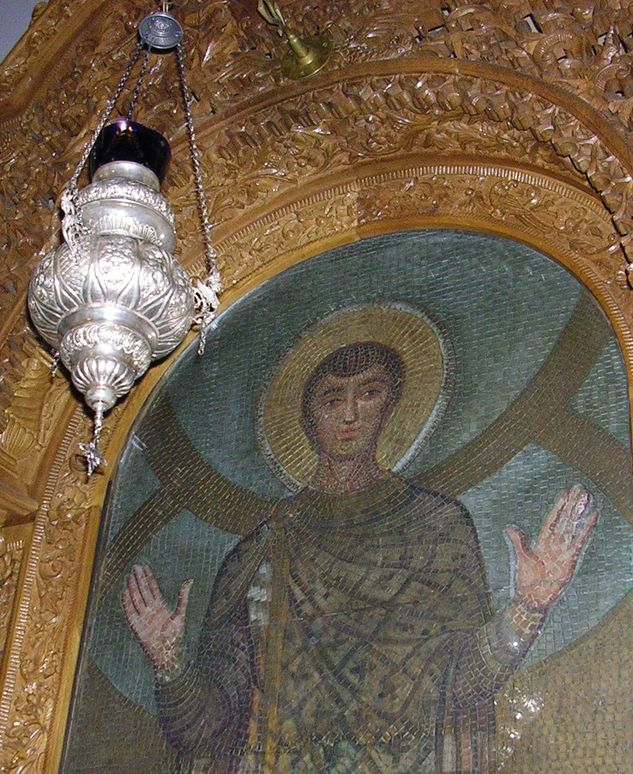
Елейник
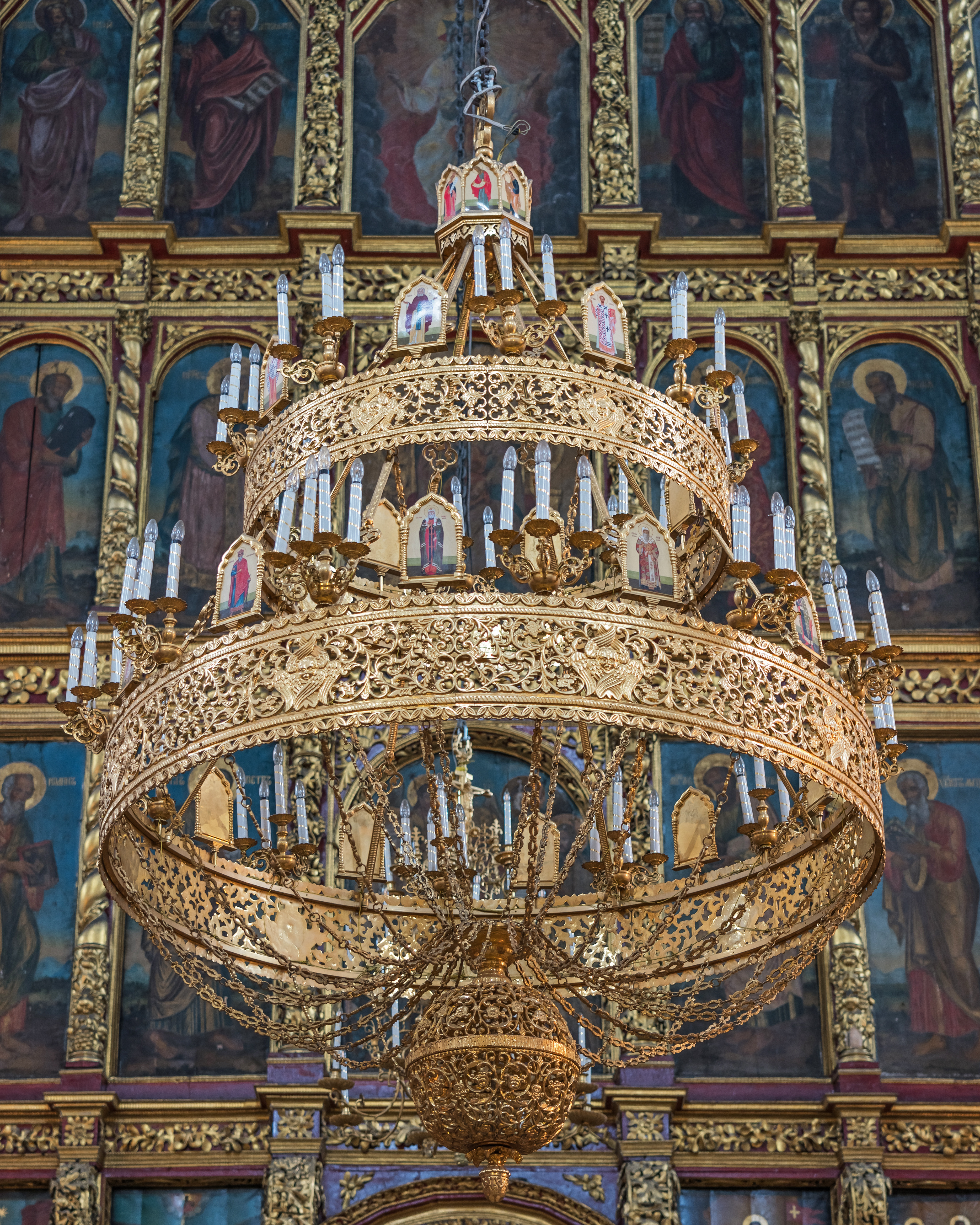
Паникадило

## Мощехранилища
- Ковчежец — небольшой ящик или ларец для хранения религиозных реликвий.
- Мощевик — общее название ёмкостей для хранения частиц мощей.
- Рака — ковчег с мощами святых, изготавливаемый обычно в форме гроба.
- Энколпион — небольшой ковчежец прямоугольной, округлой или крестообразной формы

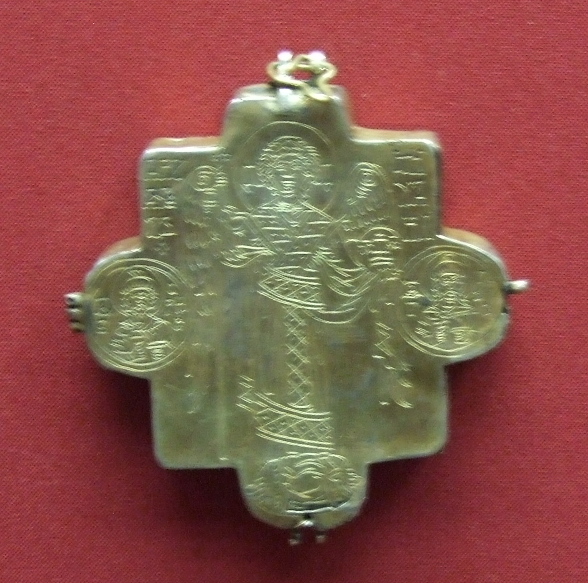
Ковчежец
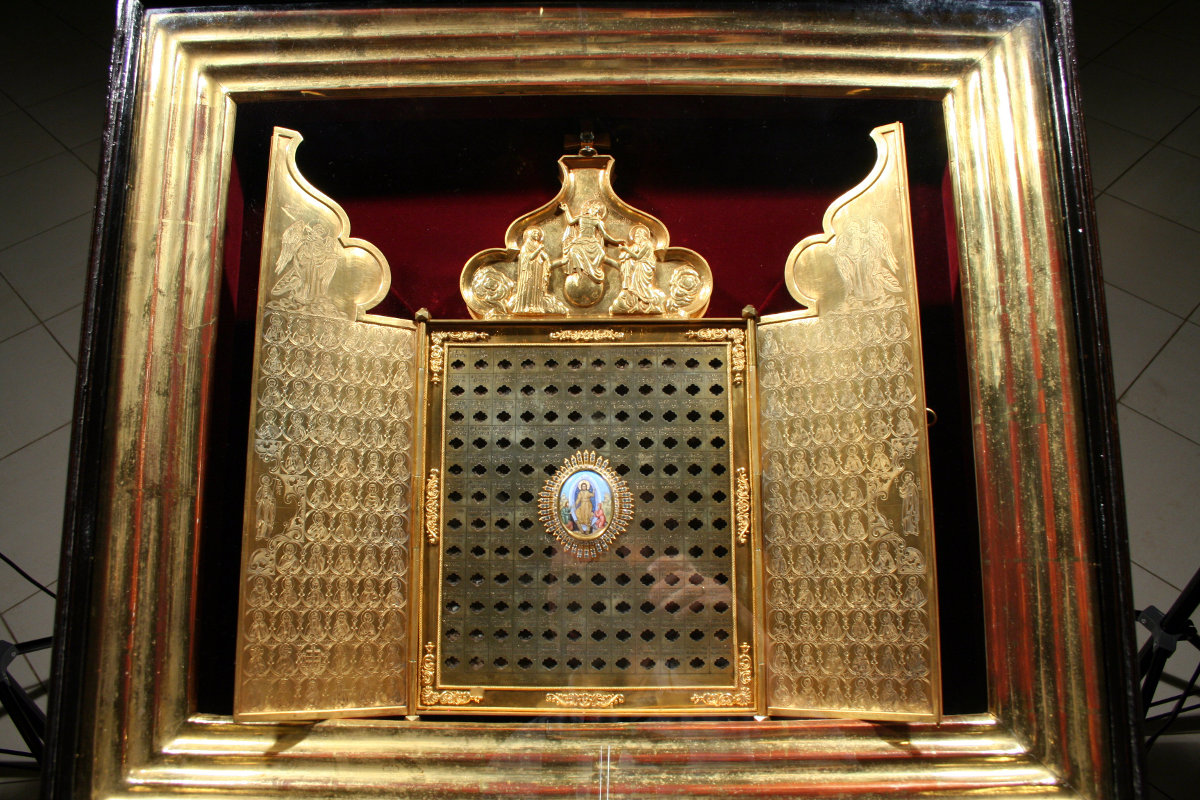
Мощевик
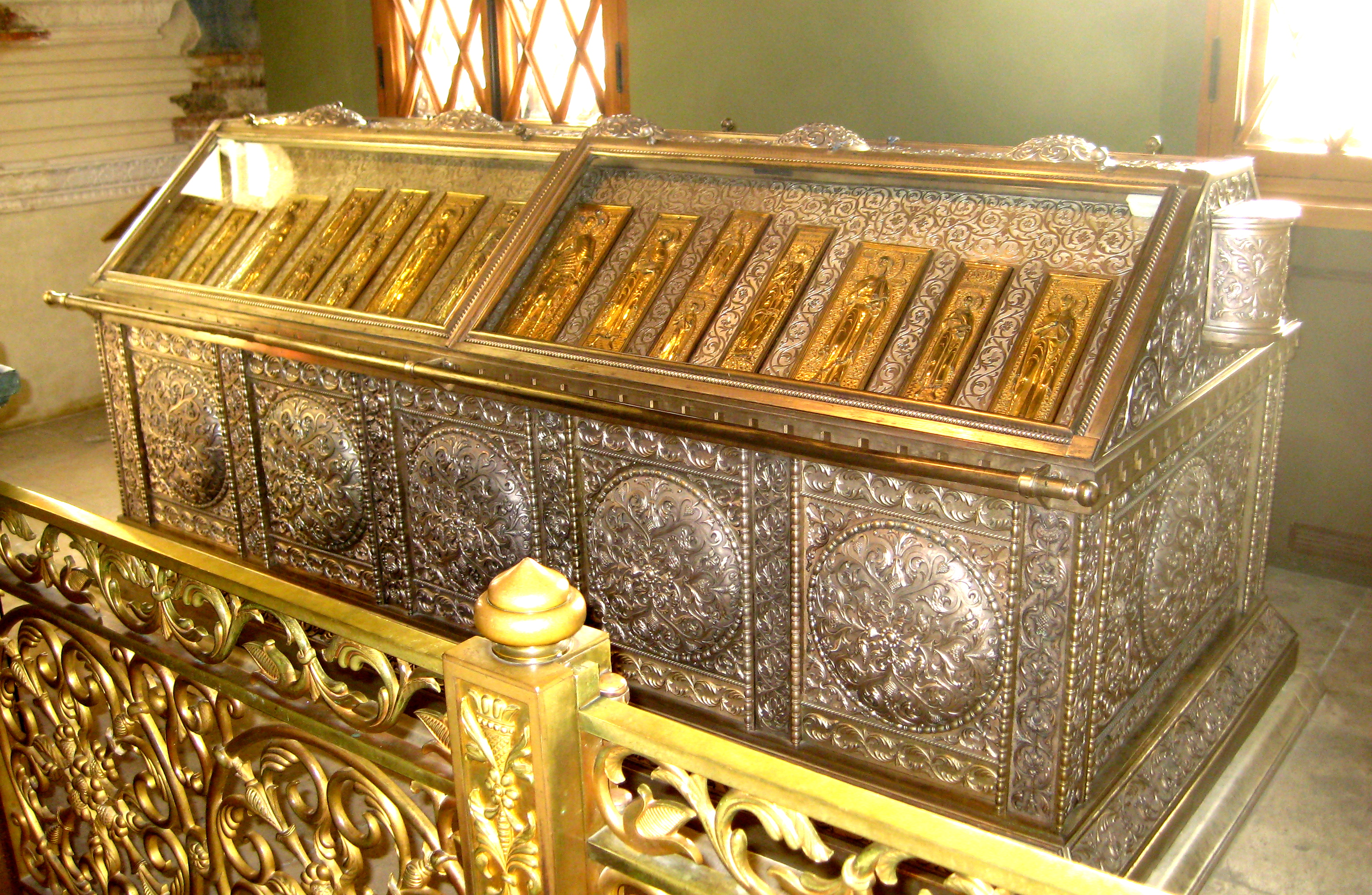
Рака